# Famille de Rougé
Pour les articles homonymes, voir Rougé (homonymie).
La famille de Rougé anciennement des Rues est une famille subsistante de la noblesse française dont la filiation certaine remonte à 1375.
Elle a donné plusieurs officiers généraux, ainsi que des hommes politiques (pairs de France, députés, sénateurs) et un égyptologue.

## Histoire

### Filiation non prouvée
D'après Henri Jougla de Morenas, les seigneurs des Rues (fief qui dépendait de la seigneurie de La Roche-Diré) affirment avec vraisemblance être issus de la famille de Rougé par Emery, seigneur des Rues, qui aurait été fils de Guillaume Ier de Rougé (attesté en 1294 & 1331), seigneur de Rougé et de Derval, vivant au début du XIVe siècle. Toutefois ce rattachement n'est pas prouvé et cette famille ne prit le nom de Rougé qu'après l'extinction des différentes branches citées ci-dessus, au début du XVe siècle.
Sa filiation certaine remonte à Huet, seigneur des Rues, marié en 1375 à Jeanne d'Erbrée et qui selon deux auteurs est issue de la famille de Rougé, citée dès le XIe siècle,.
L'ancienne famille de Rougé, citée dès le XIIe siècle, forma plusieurs branches : celle des barons de Derval, vicomtes de La Guerche et de La Roche-Diré, éteints en 1415 ; celle des seigneurs de La Chapelle-Glain, éteinte au début du XVe siècle ; celle des seigneurs de Bouays, éteinte à la même  époque.
Jullien de Courcelles donne comme premiers auteurs de la famille des Rues, appelée plus tard de Rougé, « Huet des Rues, seigneur des Rues dans la paroisse de Chenillé en Anjou fief qui était un démembrement de la terre de la Rochediré, vivant en 1410. Il fut père de Jean des Rues, seigneur des Rues marié dès l’année 1388 avec Marie de Vrigné. Ceux-ci paraissent avoir eu pour fils Jean II des Rues, seigneur des Rues, marié en 1421 à Jeanne d’Orvaux depuis lequel la filiation est bien prouvée ».

### Filiation prouvée
La filiation de la famille des Rues de Rougé est prouvée à compter de 1375,,.
Pierre, seigneur des Rues, maintenu noble en 1667 sur preuves de 1530, est l'auteur des deux branches subsistantes.

## Personnalités
- Mathurin Ier de Rougé des Rues (?-1596), seigneur des Rues, de Chenillé, etc. ;
- Pierre François de Rougé (1702-1761), seigneur de La Bellière, du Tremblay, etc., dit « marquis de Rougé, baron de Coëtmen », lieutenant général des armées ;
- Gabriel-Louis de Rougé (1729-1772), successivement abbé de Rougé, grand-vicaire de Séez, et évêque de Périgueux (1772) ;
- Bonabes Alexis de Rougé (1751-1783) ;
- Bonabes Louis Victurnien Alexis de Rougé (1778-1839), pair de France, président du collège électoral du département de la Somme en 1823 et 1827, maire de Moreuil de 1808 à 1829. Nommé maréchal de camp en août 1830 ;
- Adrien de Rougé (1782-1838), comte de Rougé et pair de France (1830), député du département de la Somme de 1815 à 1816 et de 1824 à 1827, chef de l'organisation des chevaliers de la Foi (1822) et lieutenant-colonel de l'état-major de la 1re division militaire à Paris ;

Première branche du Plessis-Bellière, éteinte en 1794
- Jacques de Rougé du Plessis-Bellière (1602-1654), général français ;
- Suzanne du Plessis-Bellière ;
- Innocente-Catherine de Rougé du Plessis-Bellière, par son 2e mariage duchesse d'Elbeuf, princesse de Lorraine-Guise et du Saint-Empire (1707-1794).

Rameau dit des « marquis de Cholet », éteint en 1786
- Gabriel François de Rougé (1729-1786), dit « le marquis de Cholet », général français, bienfaiteur de la ville de Cholet[6].

Branche cadette, dite "seconde branche du Plessis-Bellière", subsistante
- François Pierre Olivier de Rougé (1756-1816), général, député de la noblesse de sa sénéchaussée aux États généraux de 1789 ;
- Emmanuel de Rougé, « vicomte de Rougé », égyptologue, successeur de Champollion (1811-1872) ;
- Alain de Rougé (1871-1936), blessé au combat le 27 mai 1915, conseiller général et député de la Sarthe ;
- Arthur de Rougé (1844-1913), comte de Rougé, duc espagnol de Caylus et grand d'Espagne de première classe en 1893 (par héritage de la famille Robert de Lignerac). Après sa fille, qui lui succéda dans la grandesse d'Espagne, le titre de duc de Caylus passa en Espagne à la famille de Dampierre, qui en fut déchue[1] ;
- Olivier de Rougé, « vicomte de Rougé », sénateur, créateur de la race bovine Rouge des Prés (1862-1932) ;
- Bonabes de Rougé (1891-1975), secrétaire général des Ligues de la Croix-Rouge (1936-1957) ;
- Charles de Rougé, « vicomte de Rougé » (1892-1983), aviateur et inventeur, notamment de l'avion Élytroplan ;
- Charles-Armand de Rougé, « vicomte de Rougé » (1918-1940), - fils de Bonabes de Rougé -, aspirant officier français mort pour la France à Château-Thierry le 10 juin 1940[7].

## Galerie

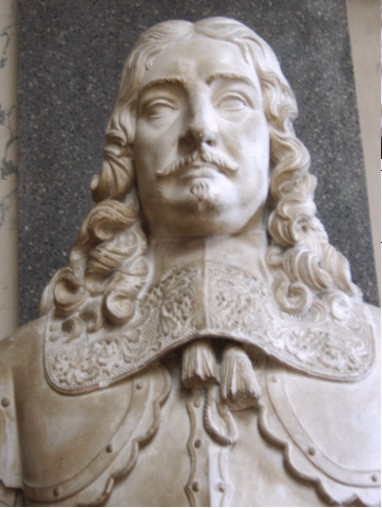
Jacques de Rougé du Plessis-Bellière, marquis de Faÿ-lès-Nemours et du Plessis-Bellière, général.
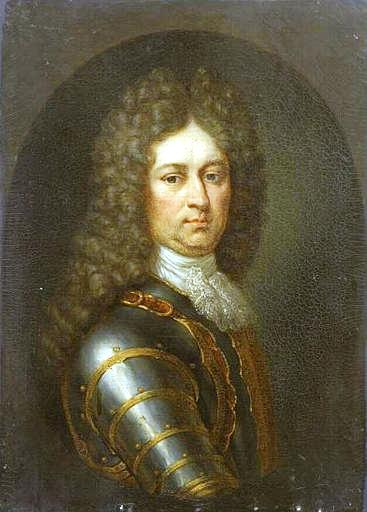
François-Henri de Rougé, marquis du Plessis-Bellière, maréchal de camp.
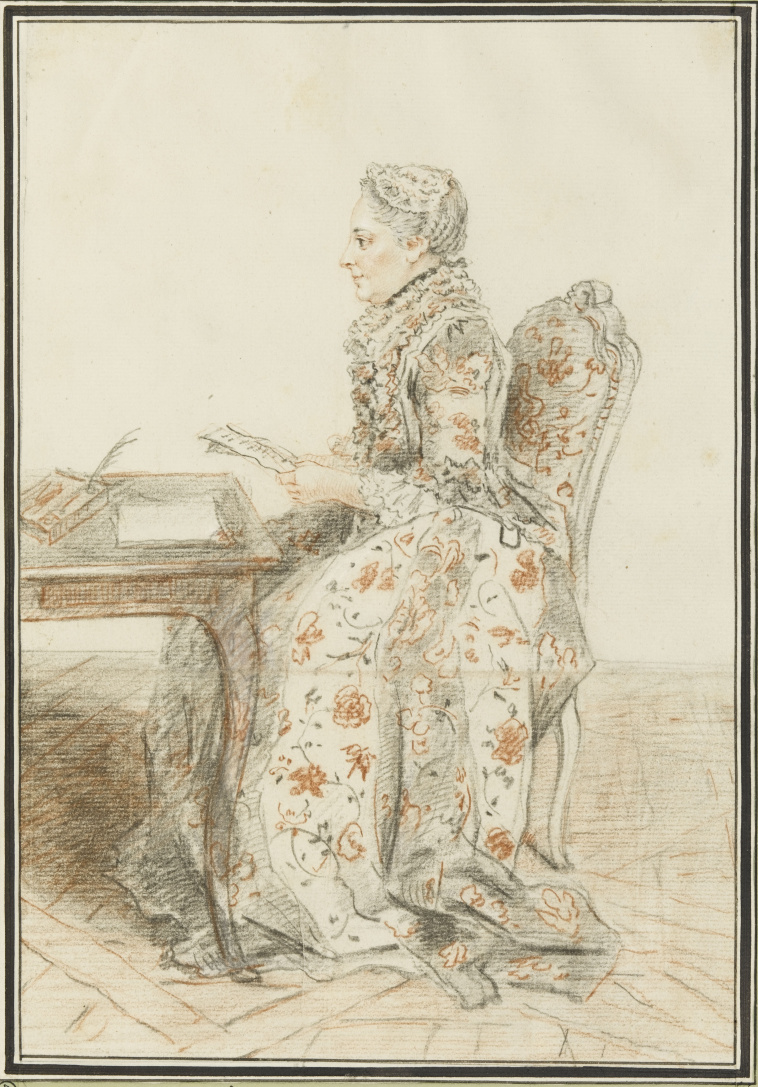
Marie-Thérèse d'Albert d'Ailly de Chaulnes, marquise du Plessis-Bellière, épouse de Louis de Rougé du Plessis-Bellière, par Carmontelle.
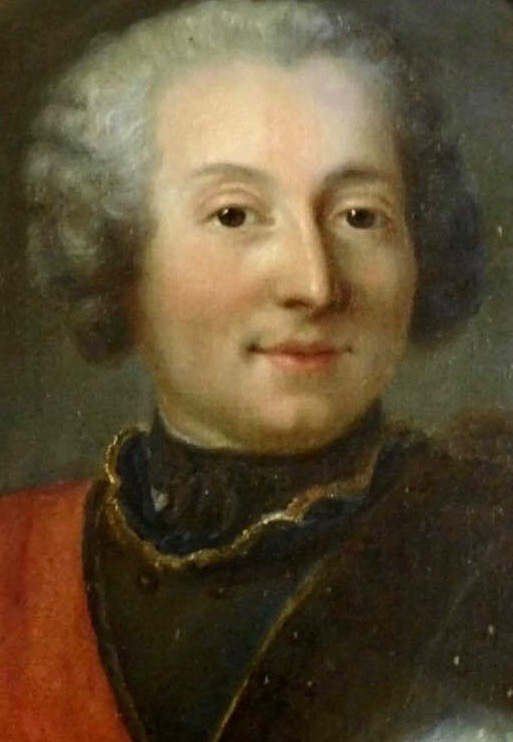
Pierre-François de Rougé, marquis de Rougé et baron de Coëtmen, lieutenant-général.
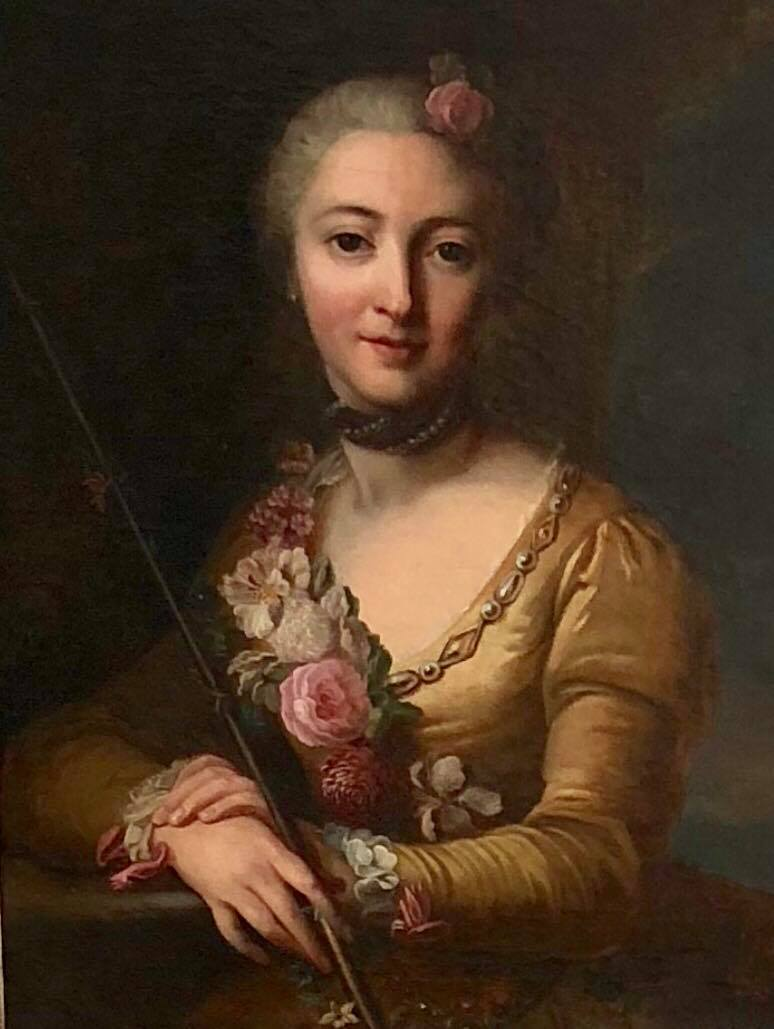
Marie Claude Jeanne Julie de Coëtmen, marquise de Rougé, baronne de Coëtmen.
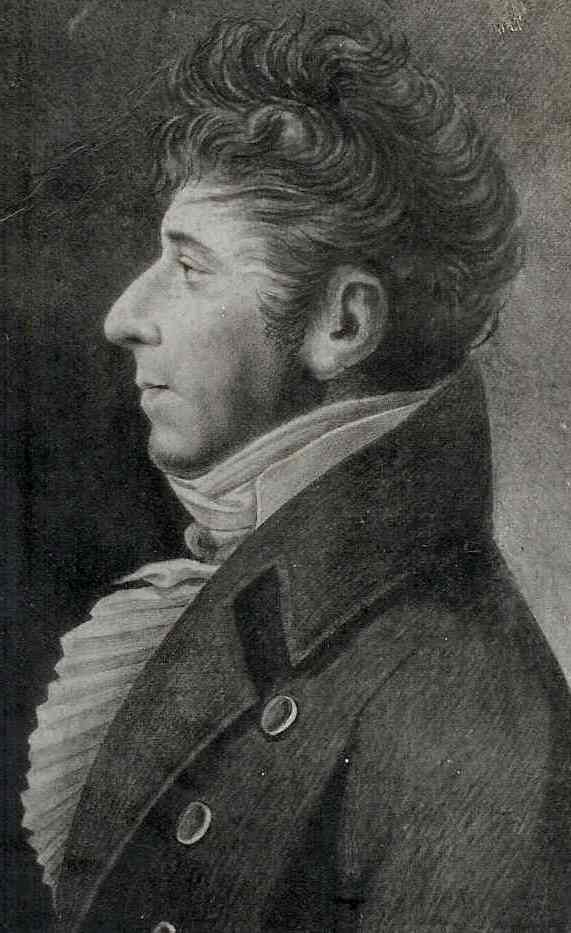
François-Pierre-Olivier de Rougé (1756-1816), comte de Rougé et du Plessis-Bellière, marquis du Faÿ.
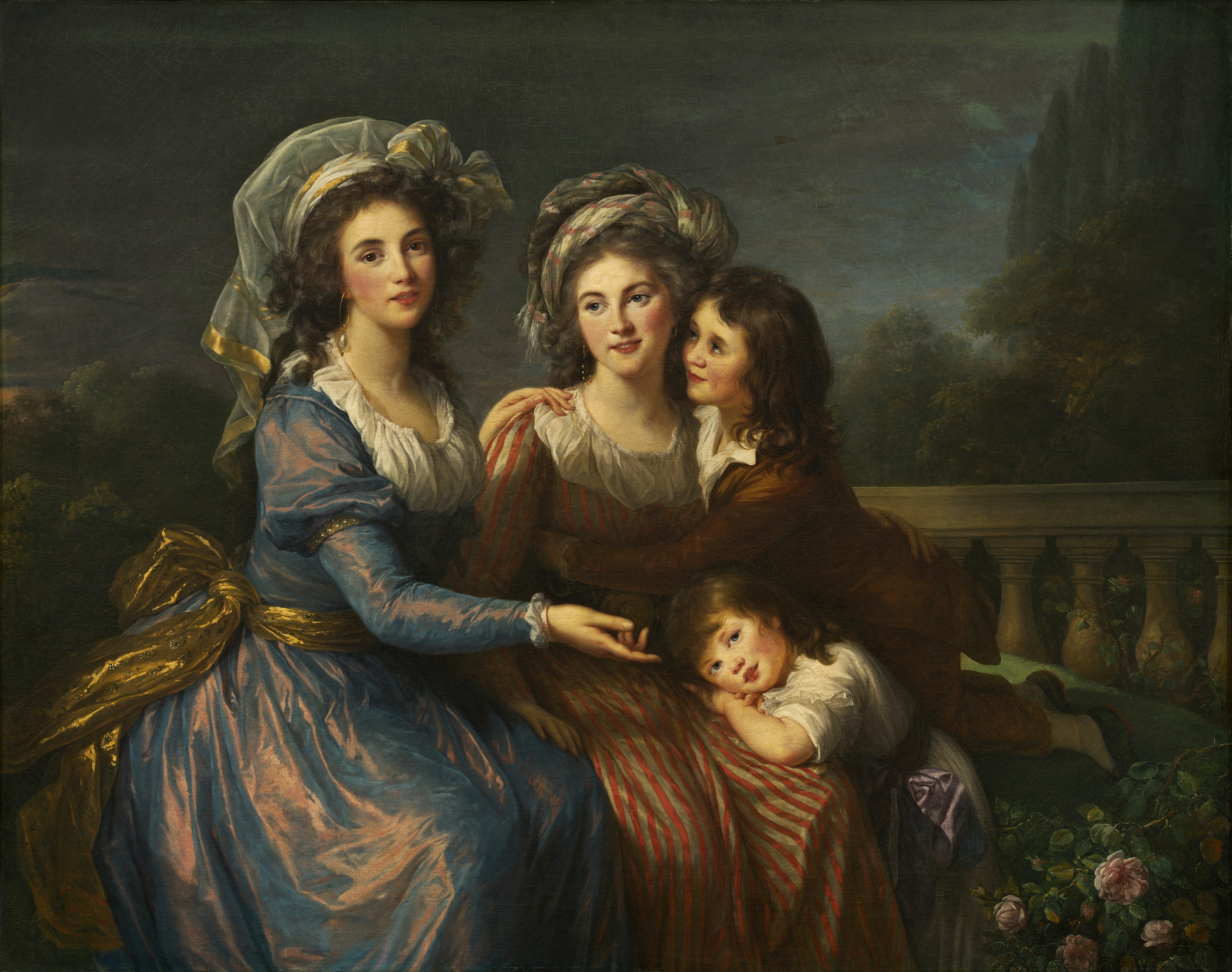
La marquise de Pezay et la marquise de Rougé avec ses fils Alexis et Adrien par Elisabeth Vigée-Lebrun, 1787.
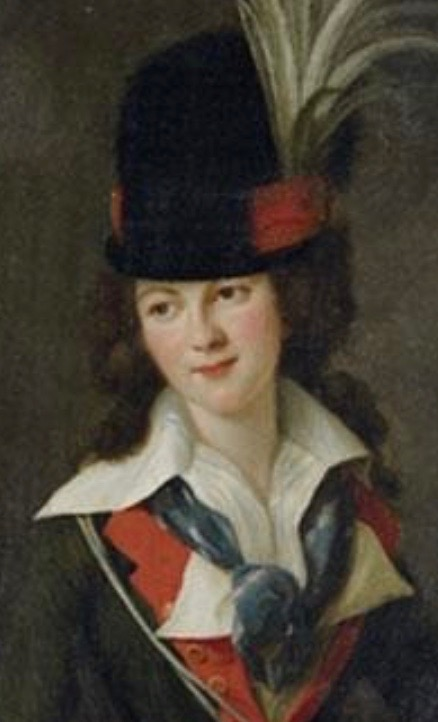
Natalie Victurnienne de Rochechouart de Mortemart, marquise de Rougé, par Élisabeth Vigée Le Brun.
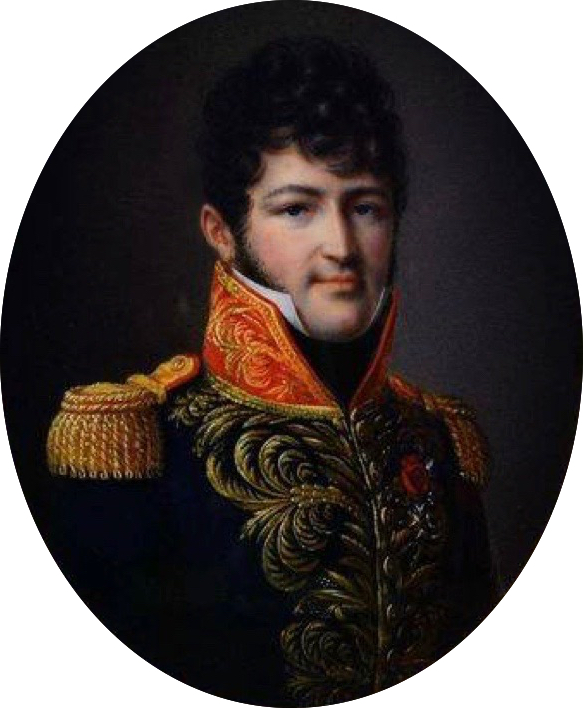
Bonabes Louis Victurnien Alexis de Rougé, marquis de Rougé et baron de Coëtmen, pair de France.
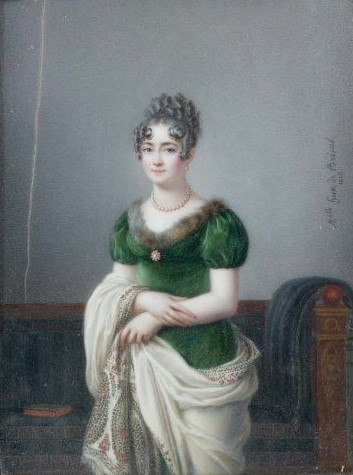
Alexandrine Celestine Zoé Emmanuelle Thimarette de Crussol d'Uzès, marquise de Rougé.
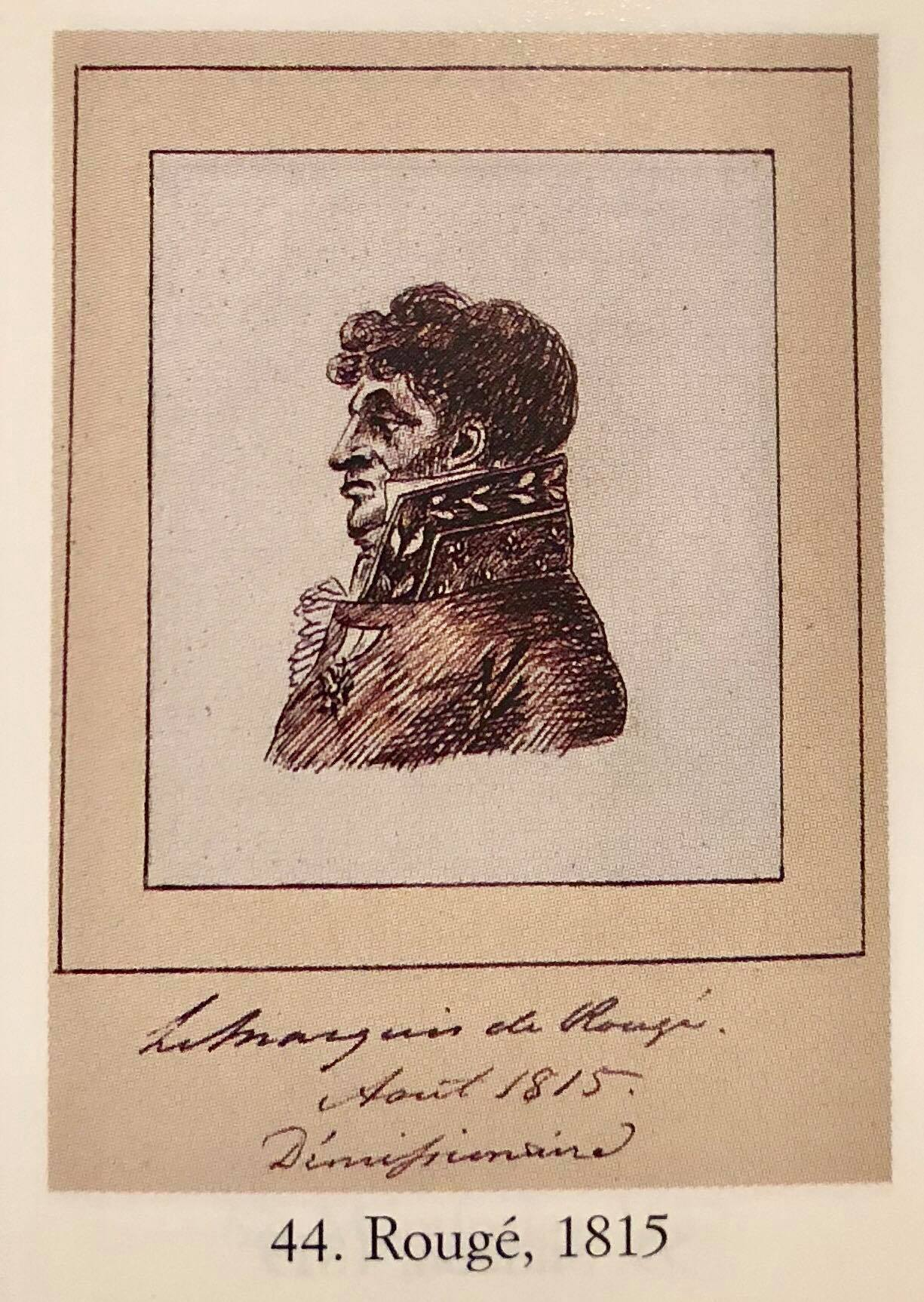
Bonabes Louis Victurnien Alexis de Rougé en août 1815 à la Chambre des pairs.
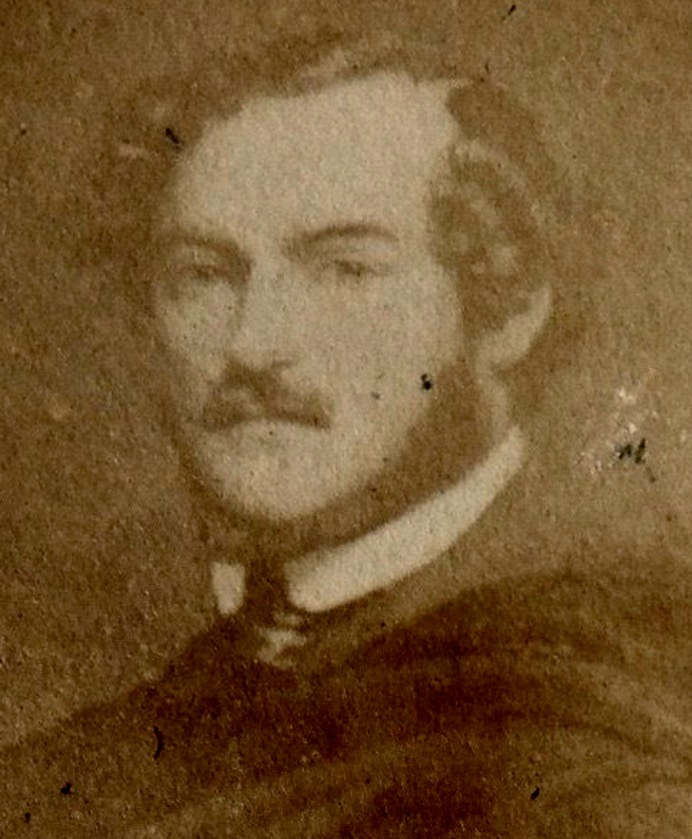
Hervé de Rougé, comte de Rougé et marquis du Plessis-Bellière.
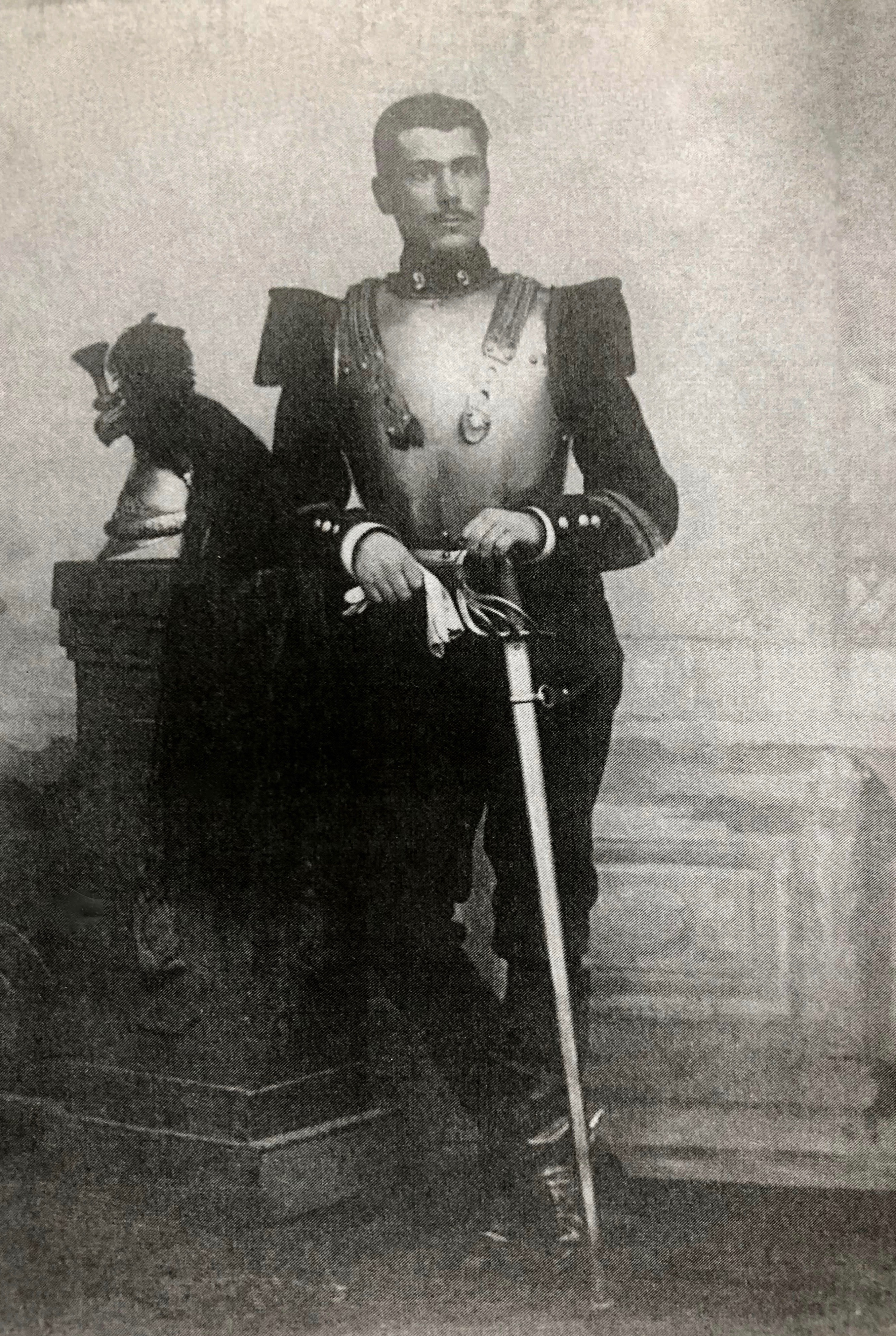
Le comte Bertrand de Rougé, mort pour la France à la fin de la Première Guerre mondiale.
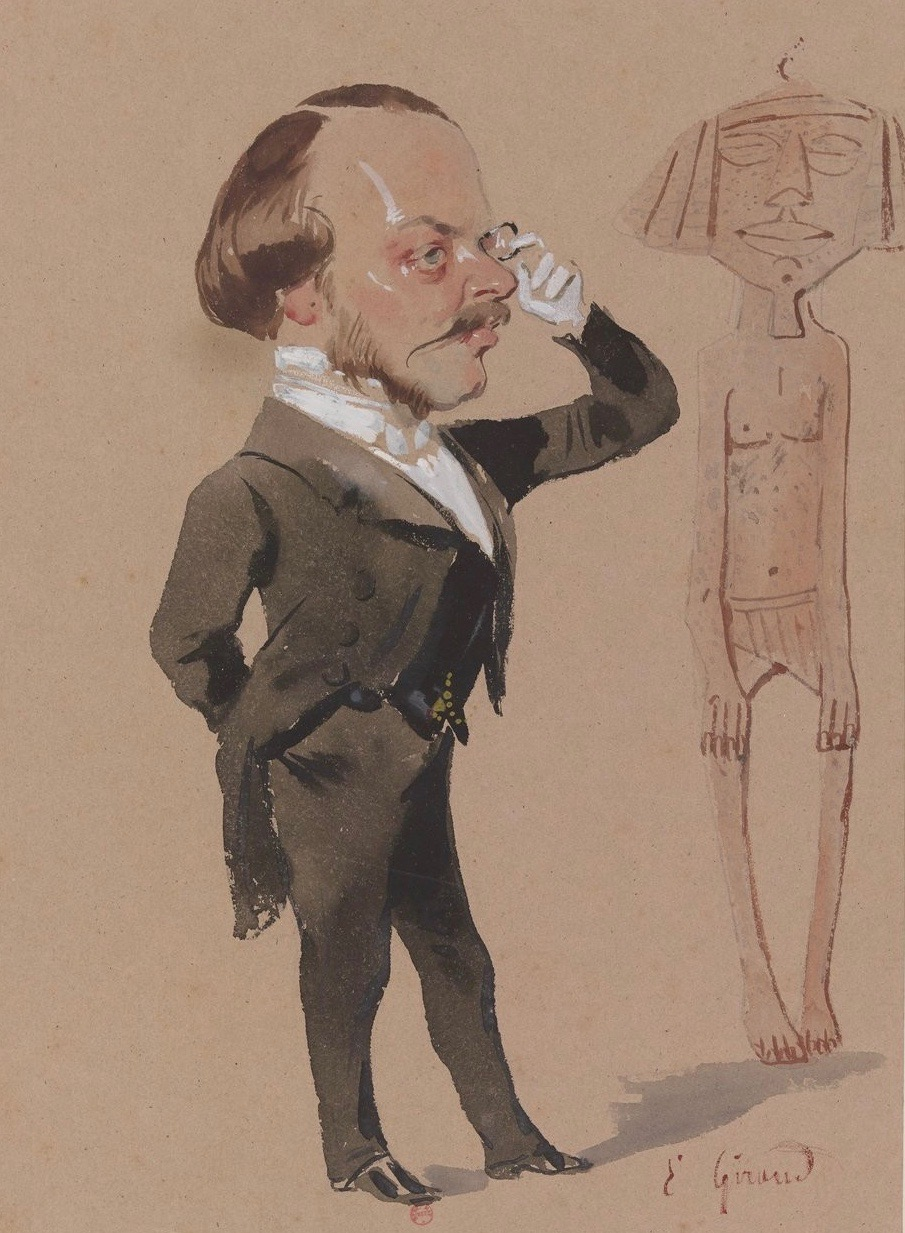
Emmanuel de Rougé, vicomte de Rougé, égyptologue et professeur au Collège de France, par Eugène Giraud.
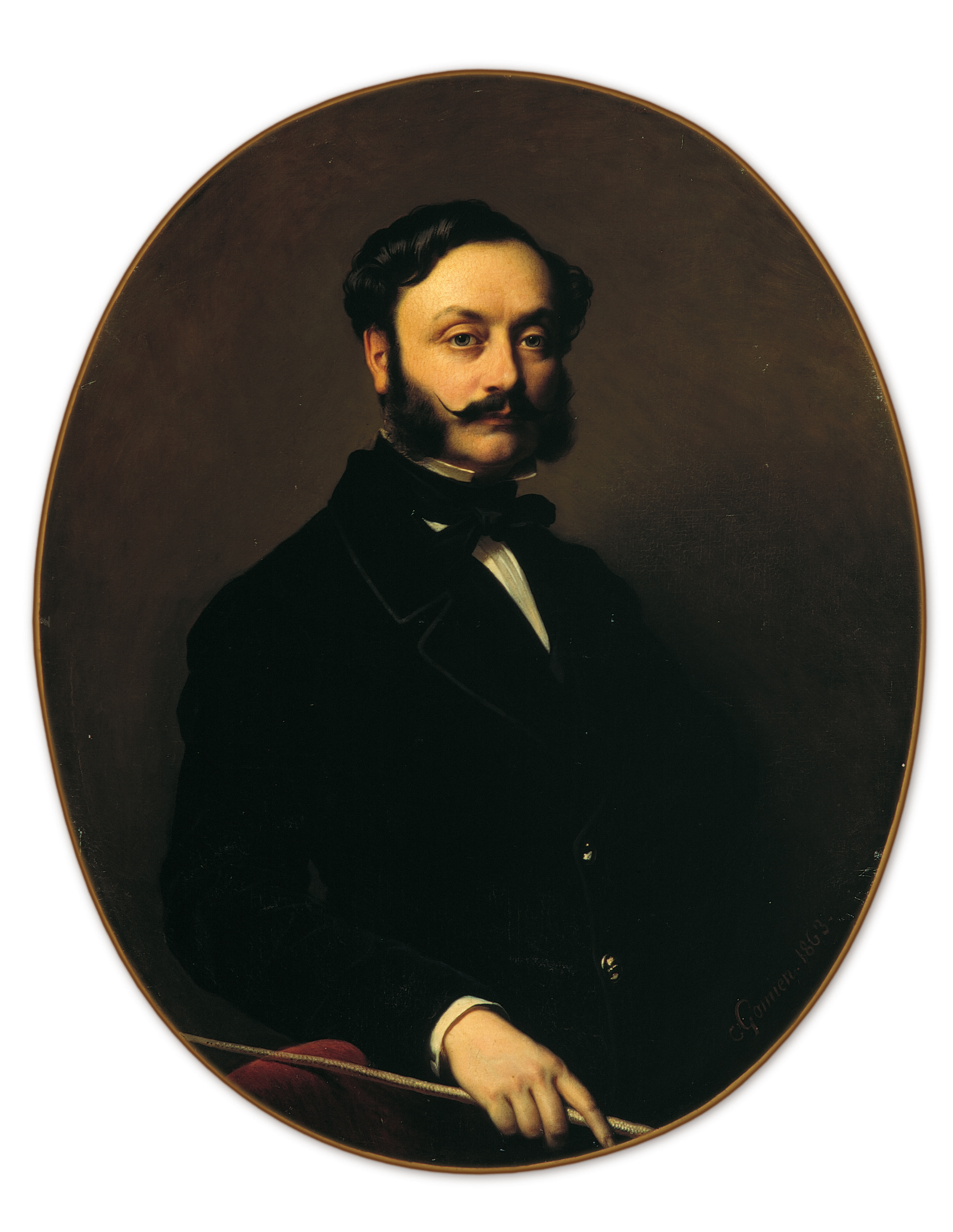
Adolphe de Rougé, comte de Rougé et du Plessis-Bellière, marquis de Faÿ, par Charles Gomien.
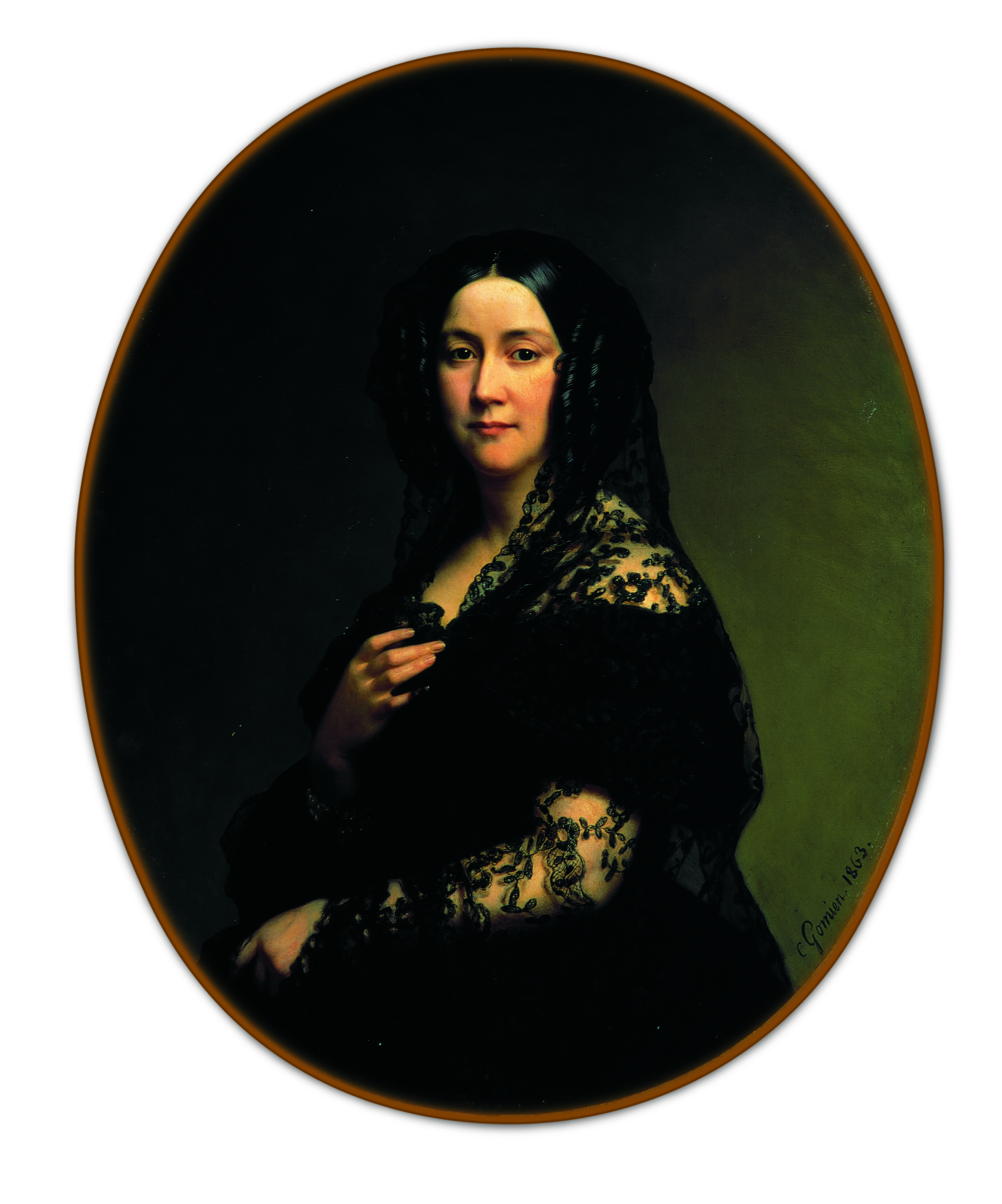
Marie de Saint-Georges de Vérac, comtesse Adolphe de Rougé et du Plessis-Bellière, marquise de Faÿ, par Charles Gomien.
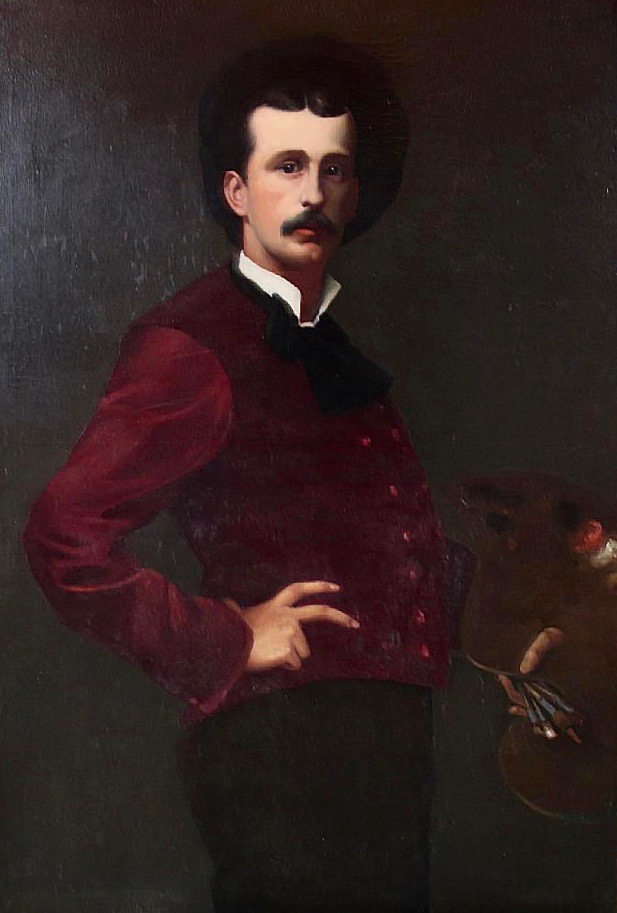
le vicomte Robert de Rougé, peintre.
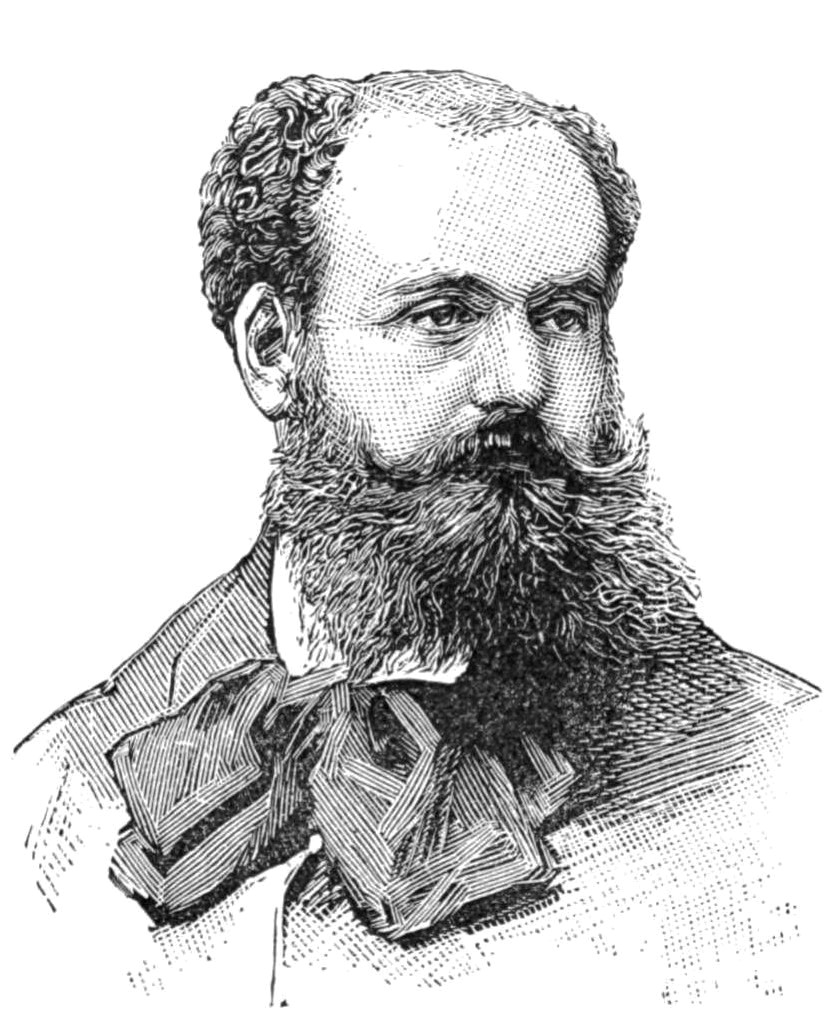
Arthur de Rougé, comte de Rougé et du Plessis-Bellière, duc de Caylus et grand d'Espagne.

## Seigneuries
La famille de Rougé a possédé les seigneuries suivantes :
Les Rues, Le Plessis-Bellière, Chenillé-Changé, La Guerche (Anjou), Moreuil, Villers-aux-Érables, Guyencourt, Faÿ-lès-Nemours, Courtimont, Le Plessis-Courtimont, Roisson, Les Touches, Le Theil-de-Bretagne, Le Teilleul, La Mauvesière, Le Bignon, Sainte Scolace, Vauregnoust, Lorière, Marigné, Le Plessis-Gaudin, La Bellière, Le Bois, La Cour-du-Bois, Maigné, Chigné, Les Mortiers, Dissé, La Courtaillé, La Gauberdière, Les Feuges, Launay, Le Bouays, La Chapelle-Glain, Neuville, La Roche d'Iré, Cinq-Mars-la-Pile, Rouaibile, La Cornouaille, Pontcallec, Gastines, Valençon, Saint-Pierre-Montlimart, La Frébaudière, Langeron, Le May, Montfaucon, Vienne-le-Château, Cholet, Chemillé, Le Tremblay, La Cour de La Raye, Rostrenen, Kerjean, Hervillé, Moyencourt, Hardecourt-aux-Bois, La Maison-Rouge, etc.[réf. souhaitée]

## Demeures
La famille de Rougé a possédé les châteaux de : Bois-Dauphin à Précigné (jusqu'en 1936), Sablé-sur-Sarthe, Moreuil, Guyencourt-sur-Noye, Villers-aux-Érables, Coetmen, en Tréméven, Tonquédec, Baronville, Dinteville, La Maison-Rouge, Mesnil-Voysin, Bonaban, La Bellière, Le Charmel, La Guerche, Roche d'Iré, Courtimont, Faÿ-lès-Nemours, Pontcallec, Tremblay-sur-Mauldre, Rostrenen, Kerjean, Saint-Symphorien-des-Monts, Tressé, Les Essarts, en Vendée, Les Bouysses, dans le Quercy, Château de Wideville, etc.

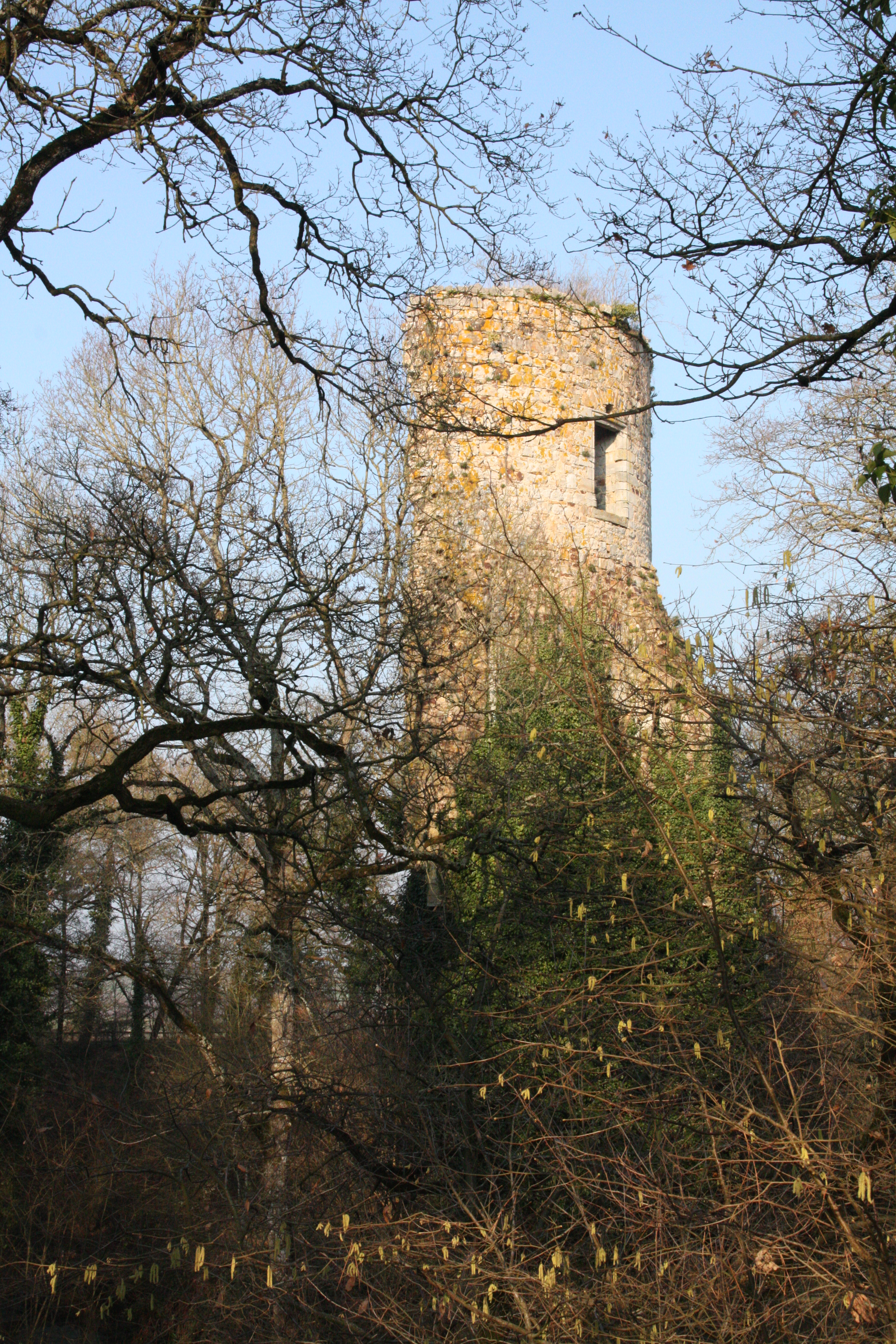
Château de Derval (Tour Saint Clair).
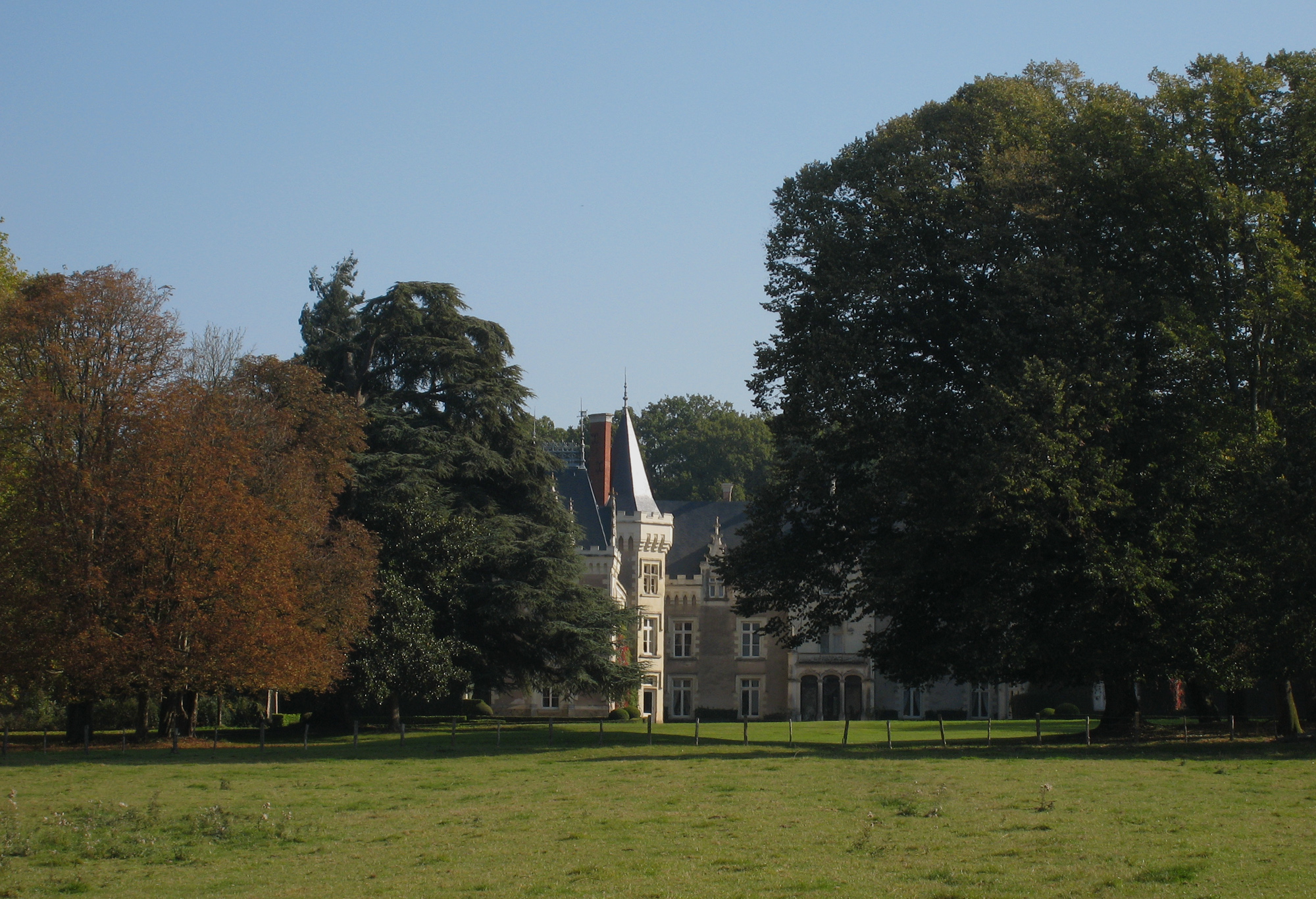
Château des Rues à Chenillé-Changé.
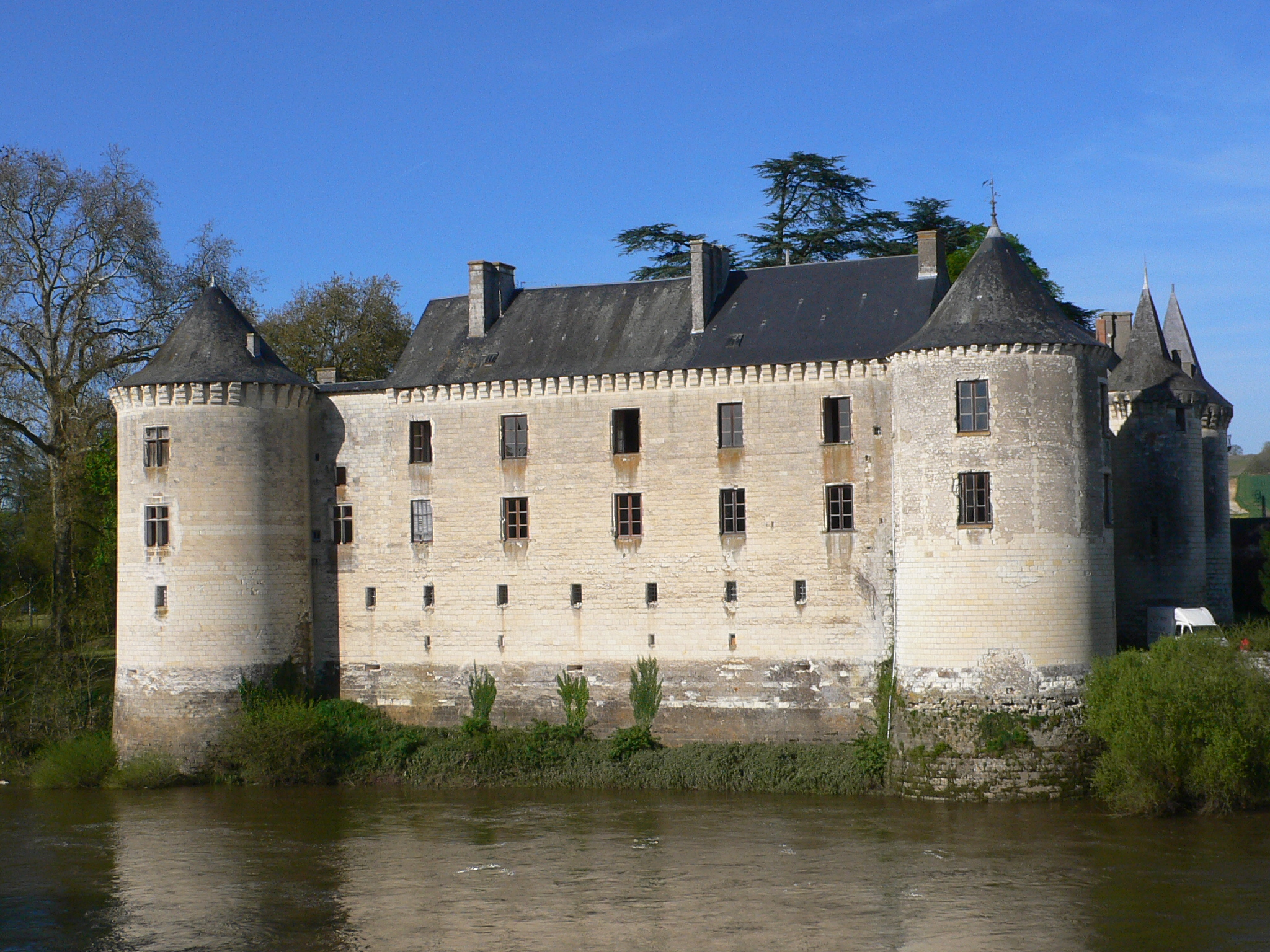
Château de la Guerche.
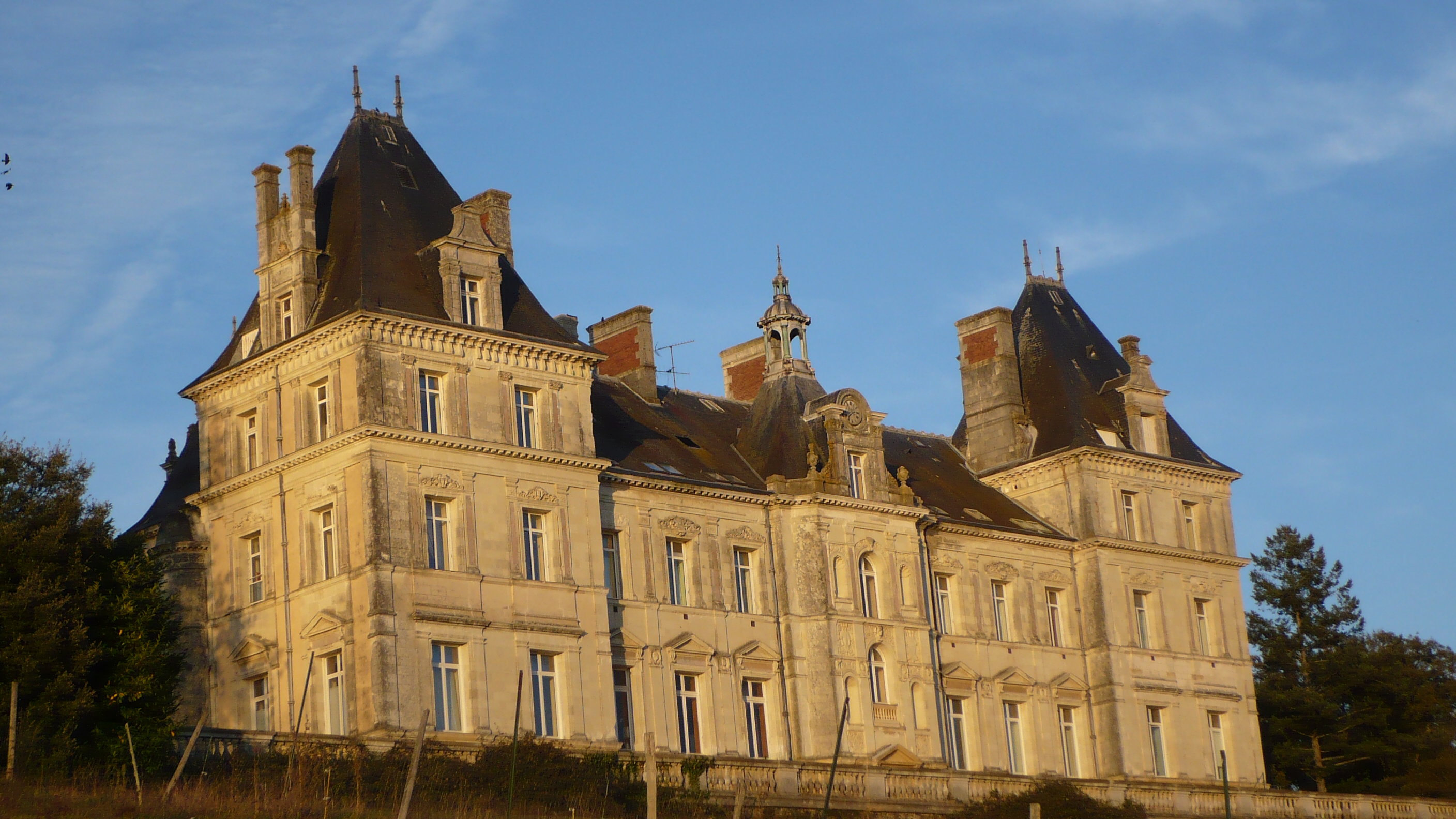
Château de Tressé.
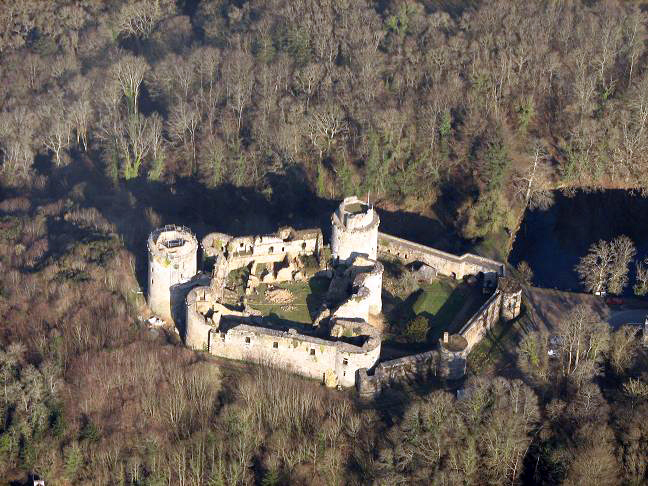
Château de Tonquédec.
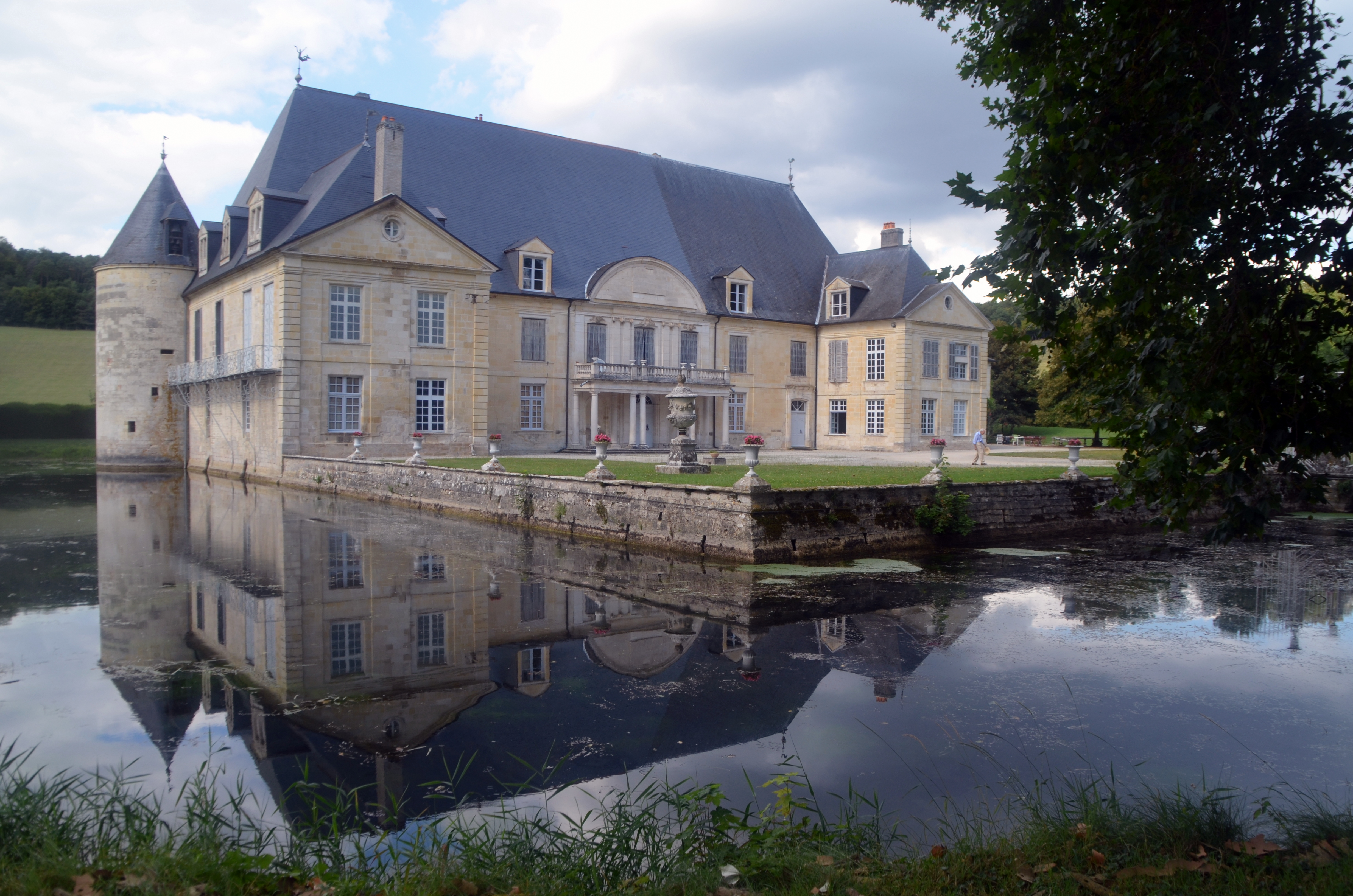
Château de Dinteville.
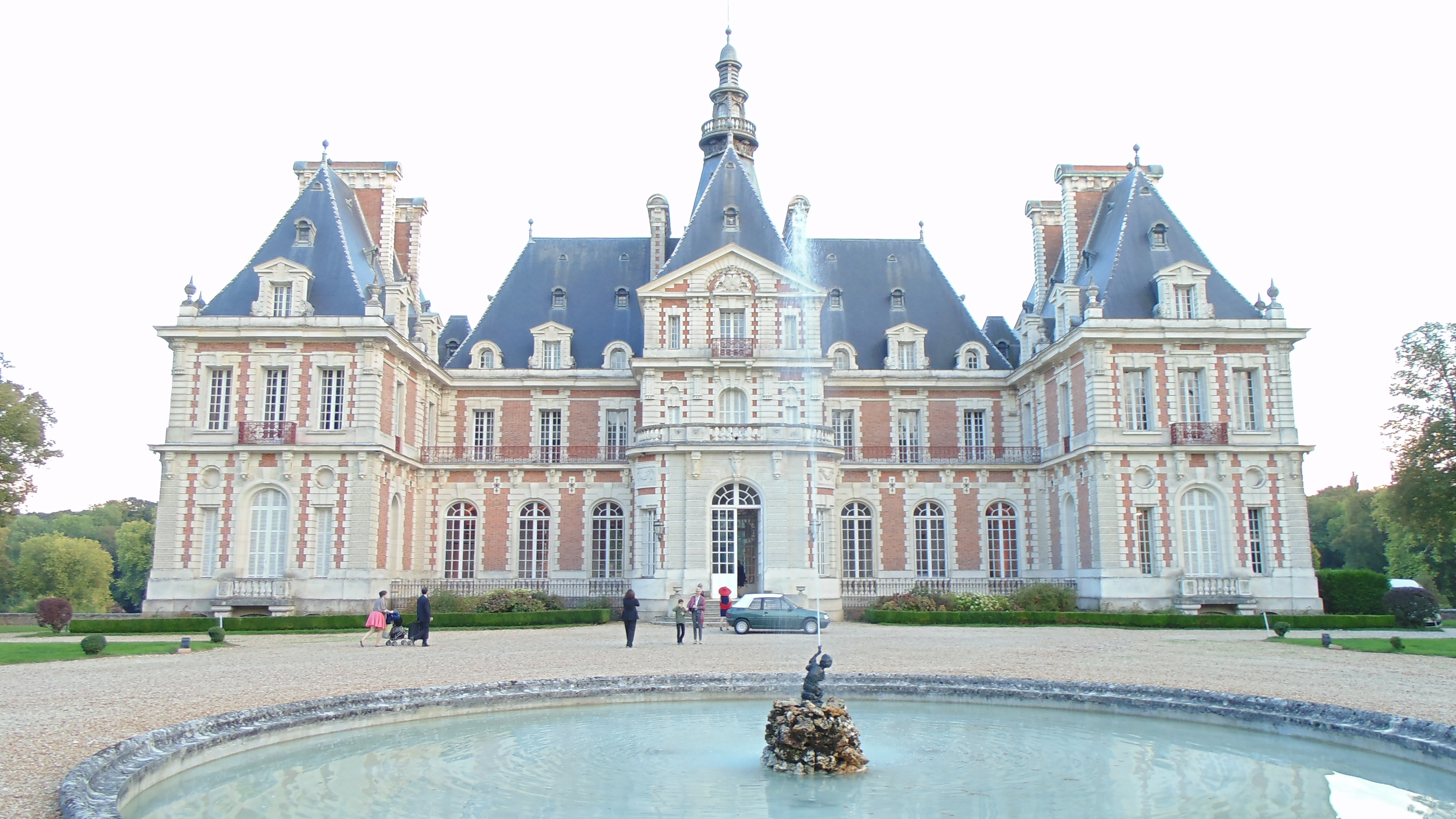
Château de Baronville.
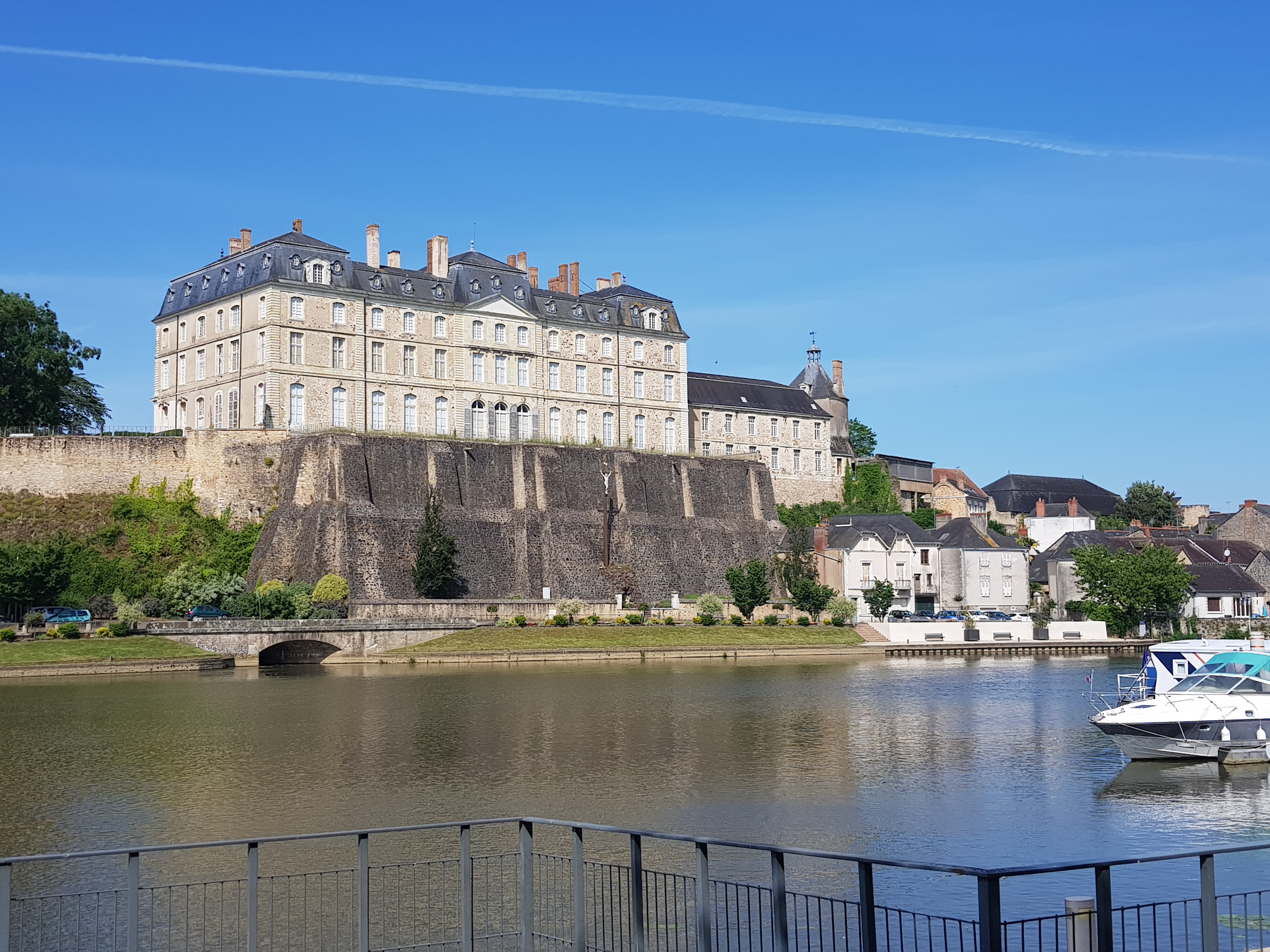
Château de Sablé-sur-Sarthe.
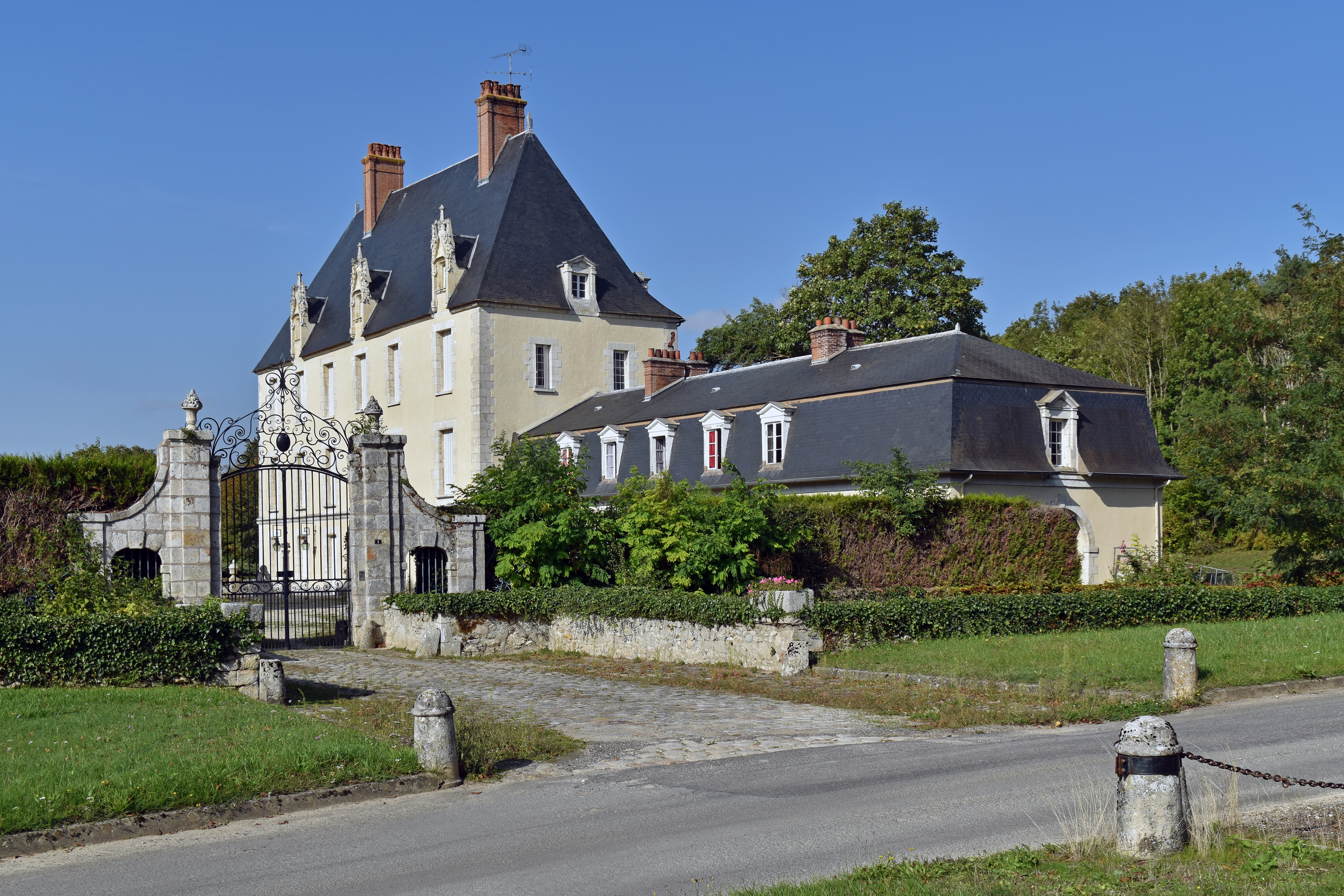
Château de Faÿ-les-Nemours.
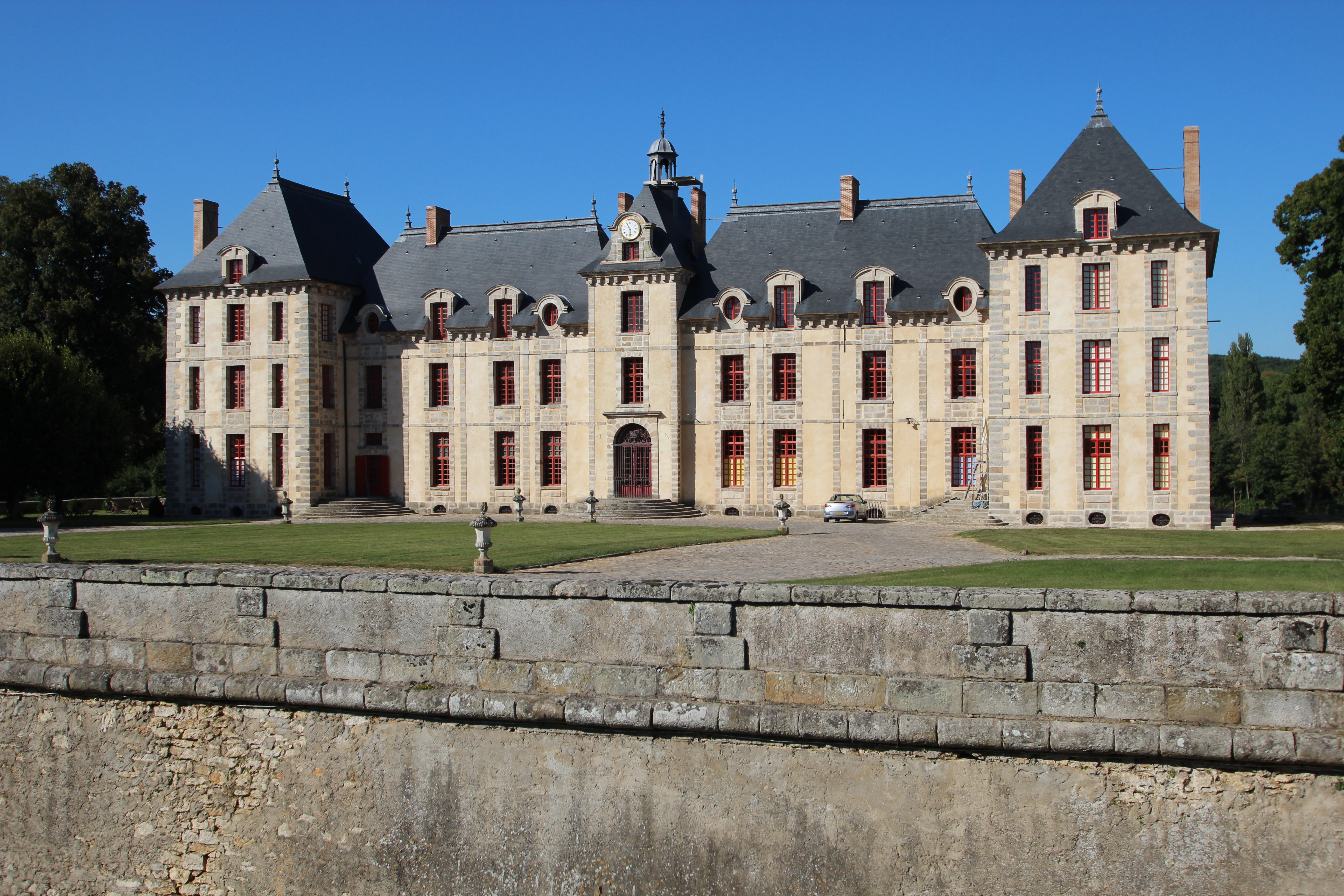
Château de Mesnil-Voisin.
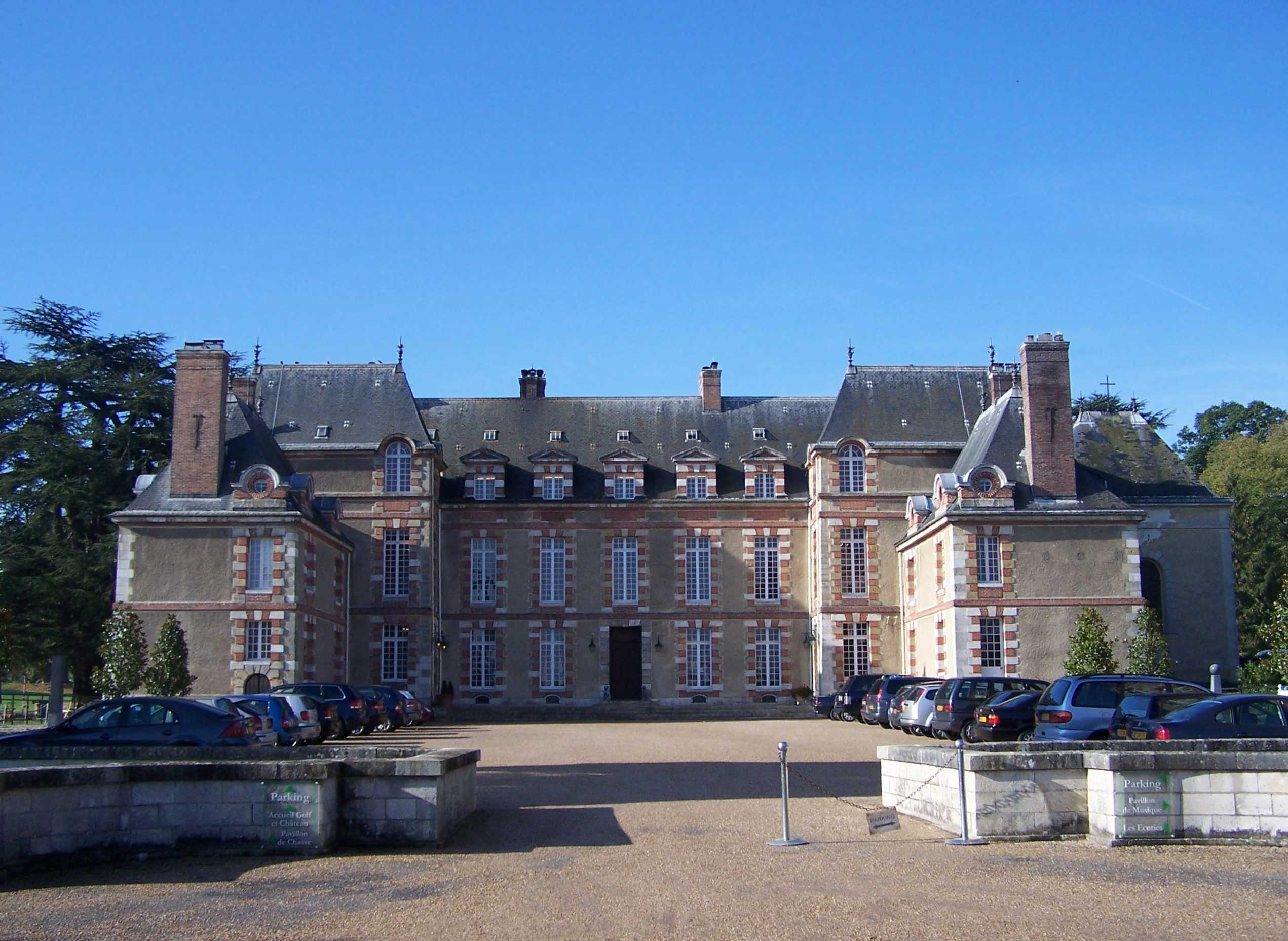
Château du Tremblay-sur-Mauldre.
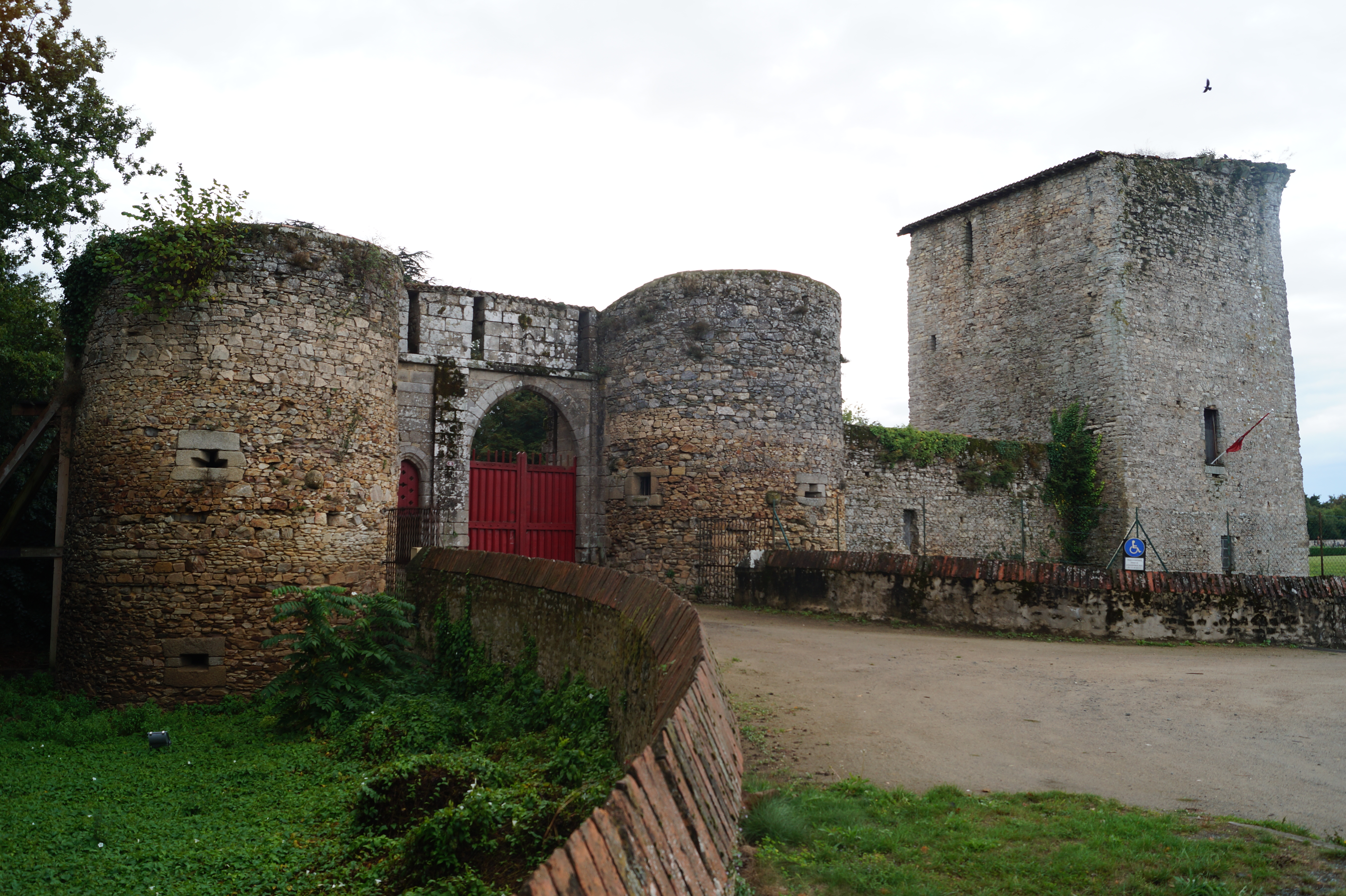
Château des Essarts en Vendée.
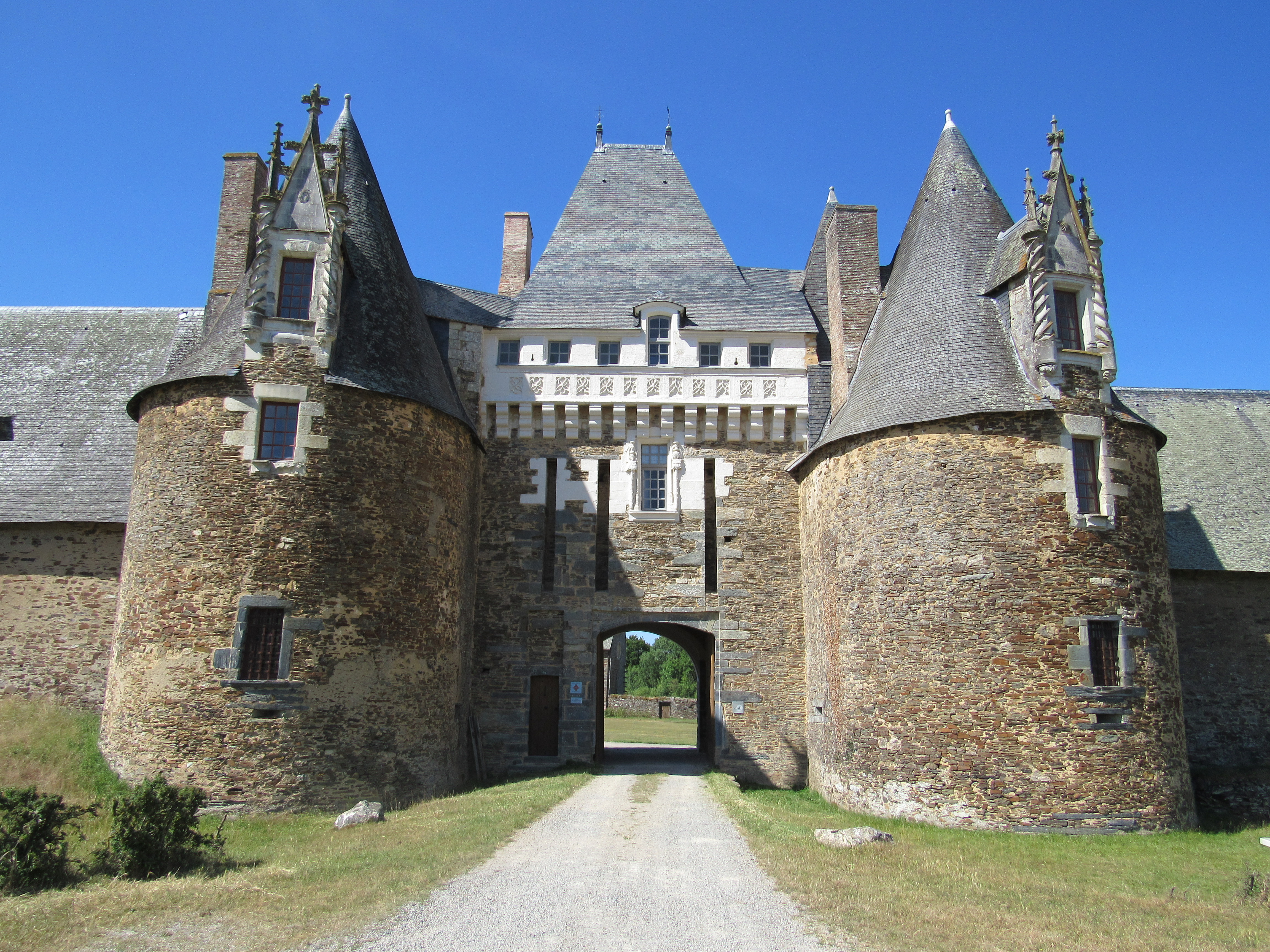
Château de La Motte-Glain.
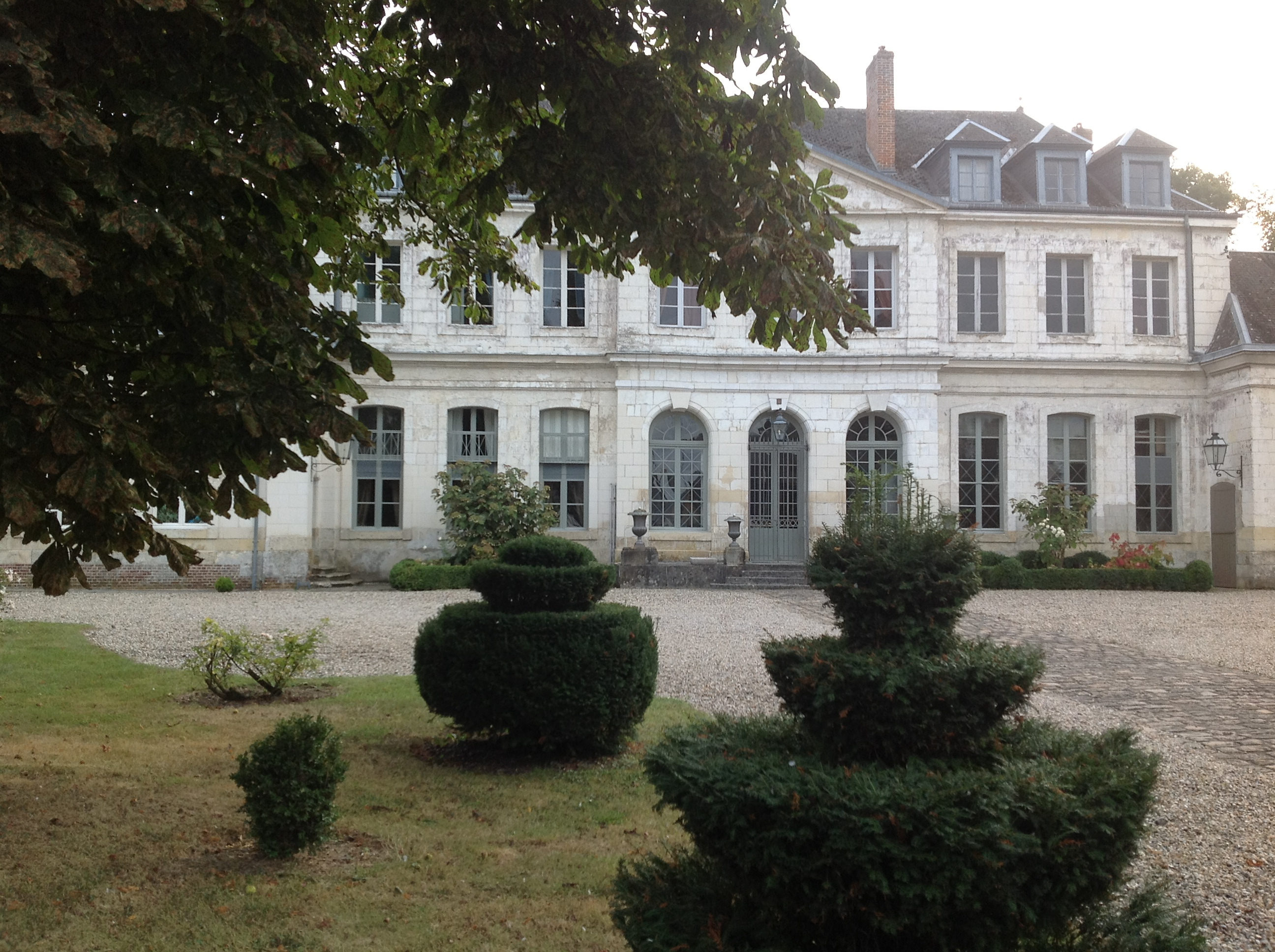
Château de Guyencourt-sur-Noye, dit La Rougédière.
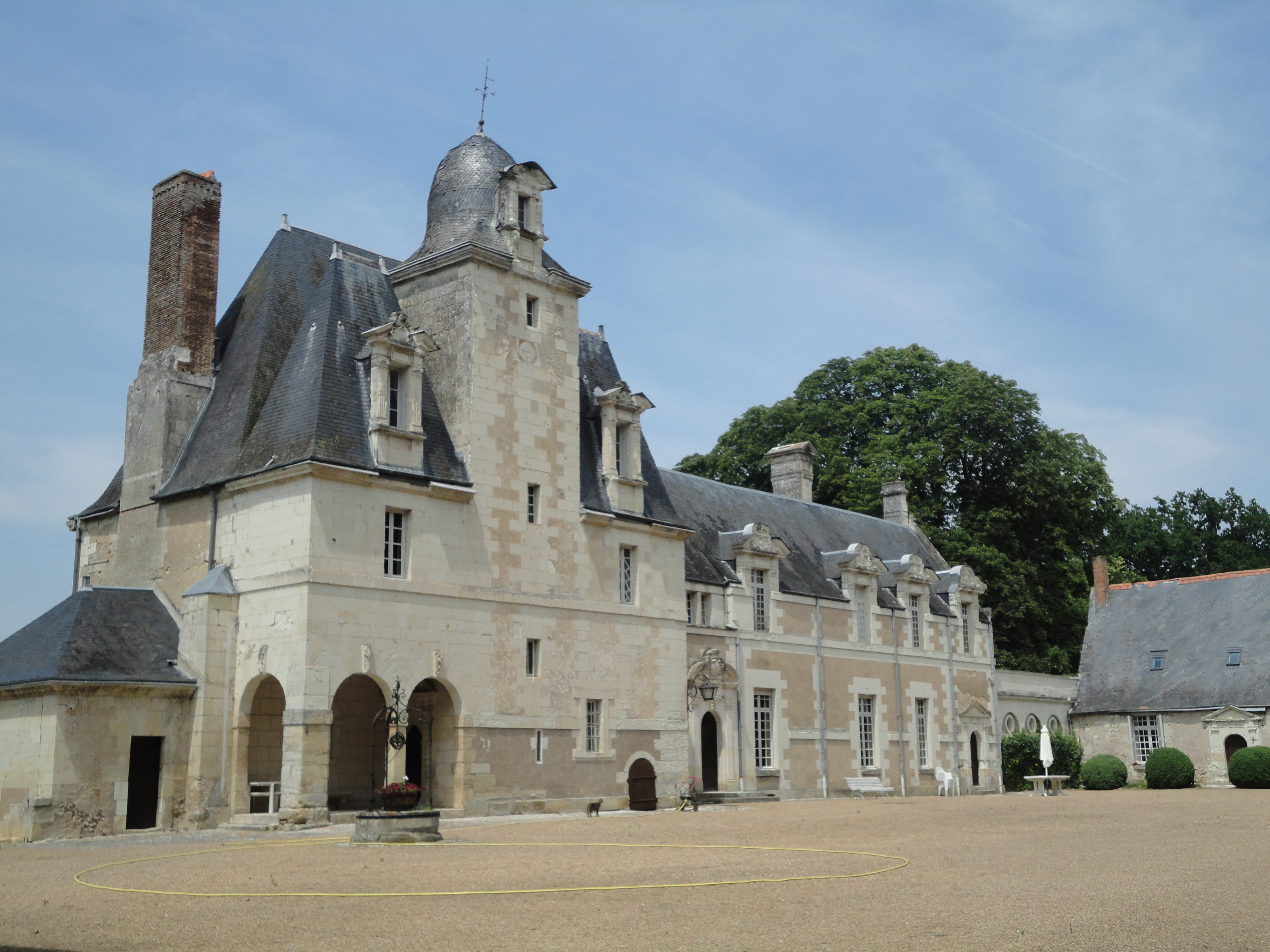
Château de La Vallière.
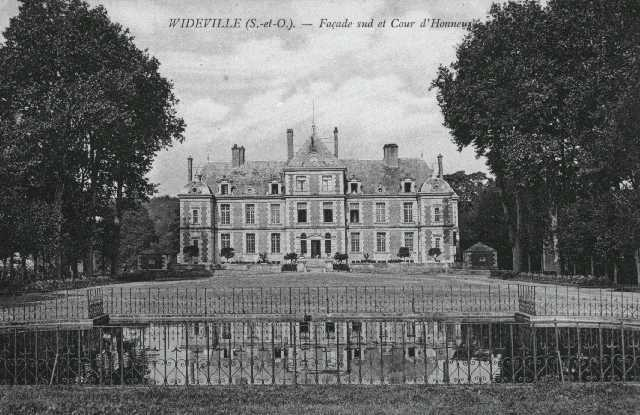
Château de Wideville.
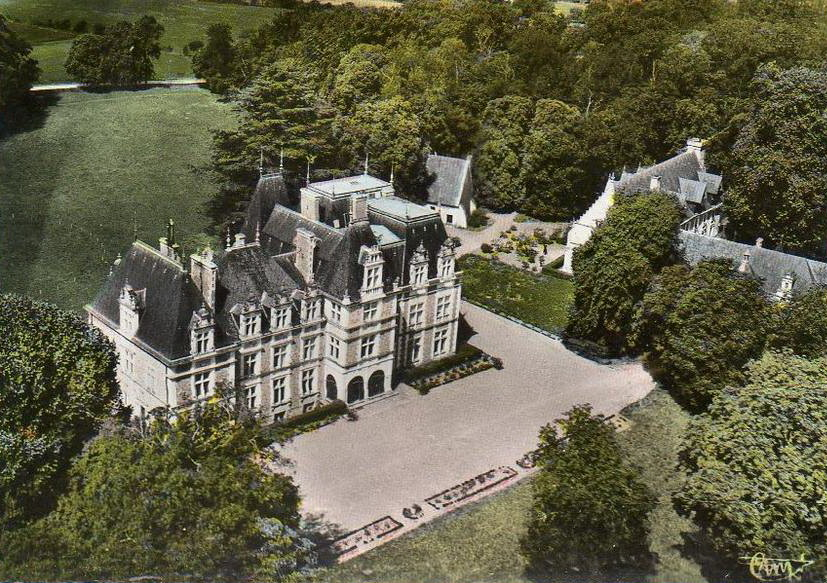
Château de Bois-Dauphin à Précigné.
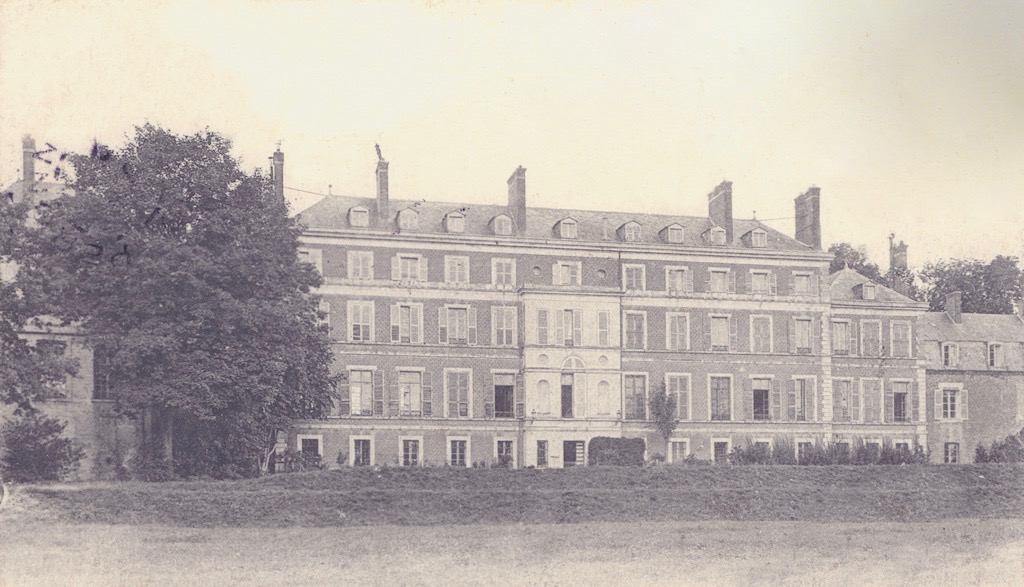
Le château de Moreuil.

## Armes
De gueules à la croix pattée d'argent.,
De gueules à la croix pattée et alésée d'argent.
Entourée d'un manteau et bonnet de pourpre (pour la pairie de France) au vol issant de cygne.
Supports : deux lions d'or tenant deux bannières, l'une de gueules à la croix pattée d'argent, l'autre d'hermines plain.
Arthur de Rougé (1844-1913), duc espagnol de Caylus (1893-1913), ainsi que sa fille, "duchesse de Caylus et grande d'Espagne", timbrèrent d'une couronne ducale.
Cri : "Hary Avant" !
Devises : "Rugit mais ne rougit", "Deo meisque" (pour Dieu et les miens), "Sans Plus".

De gueules à la croix pattée d'argent.
De gueules à la croix pattée et alésée d'argent.
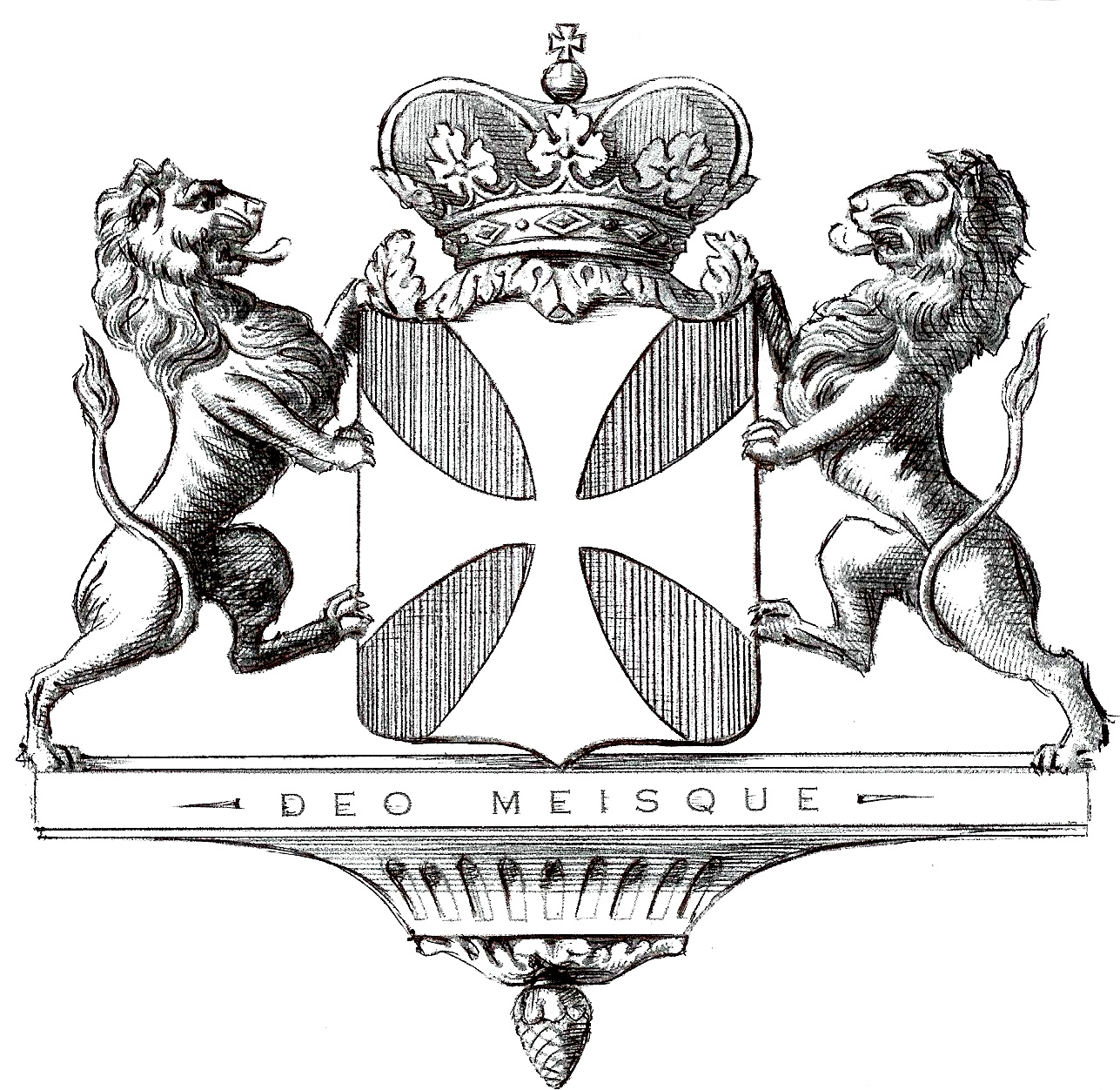
Armes portées par Arthur de Rougé (1844-1913), duc de Caylus (1893-1913).
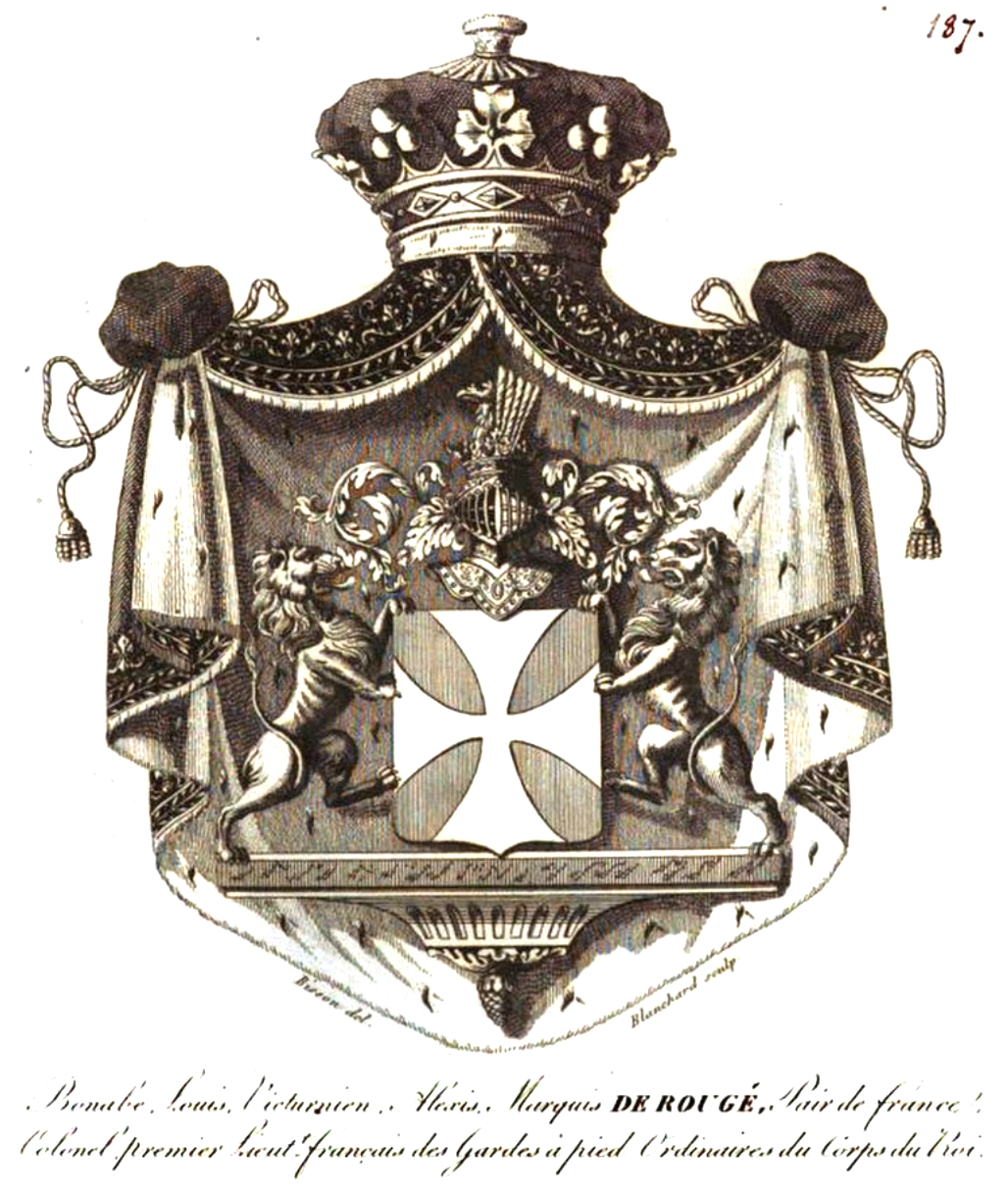
Armoiries de Bonabes Louis Victurnien Alexis, marquis de Rougé et Pair de France.

## Titres
La famille de Rougé porta différents titres de noblesse, dont celui de « marquis de Plessis-Bellière » pour une branche éteinte (qui était en réalité lié au marquisat de Faÿ-lès-Nemours), et reçut les titres suivants :
- pair de France en 1815[1] ;
- marquis-pair en 1817, confirmé en 1825[1] ;
- pair de France en 1827 confirmé baron-pair en 1830[1].

## Postérité
Le nom de la famille de Rougé a été donné à certains lieux publics :
- la place de Rougé et les arcades Rougé, à Cholet ;
- la rue Alain-de-Rougé, à Sablé-sur-Sarthe ;
- la rue du Comte-Claude-de-Rougé, à Béville-le-Comte ;
- la rue Armand-de-Rougé, à Essarts-en-Bocage ;
- le pont Aspirant-de-Rougé (du nom du vicomte Charles-Armand de Rougé), à Château-Thierry ;
- la rue Olivier-de-Rougé, à Château-Gontier ;
- la caserne Rougé, la plus longue de France avant son bombardement en 1916 ;
- le stade Alain-de-Rougé, à Précigné.

## Alliances
Les principales alliances de la famille de Rougé sont : d'Erbrée (1375), de Vrigné (1388), d'Orveaux (1421), du Boys (1447), d'Anès (1477), Foureau (1510), du Vieille (1554), de la Cour (1589), Jousseaume (1637), Petiteau (1683), de Chérité (1660), Prezeau de Guilletière (1700), de Coëtmen (1749), de Rochechouart de Mortemart (1777), de Crussol d'Uzès (1804), de Sainte-Maure-Montausier, Cadeau d'Acy, de Colbert-Chabanais, (1880), Martel (1896), de Cardevac d'Havrincourt, de Pastoret, de Francqueville (1842), Niverlet, de Kérouartz, de Forbin d'Oppède (1809), de Tramecourt (1828), de Beauffort (1874), etc.

### Fonds d'archives
- Les papiers personnels de la famille de Rougé sont conservés aux Archives nationales sous la cote 499AP Archives nationales.